# 10. Juni
Der 10. Juni ist der 161. Tag des gregorianischen Kalenders (der 162. in Schaltjahren), somit bleiben 204 Tage bis zum Jahresende.

## Ereignisse

### Politik und Weltgeschehen

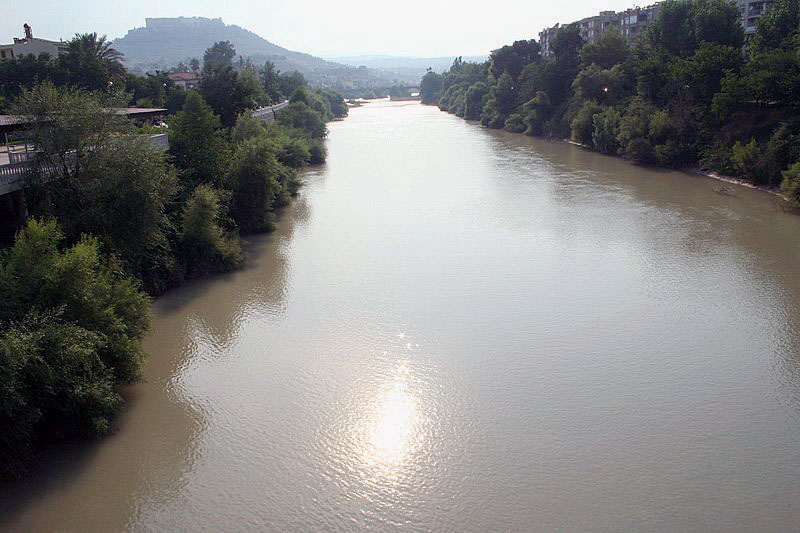
1190: Der Saleph, der heute Göksu heißt

- 1190: Friedrich I. Barbarossa ertrinkt während des Dritten Kreuzzugs im Fluss Saleph.

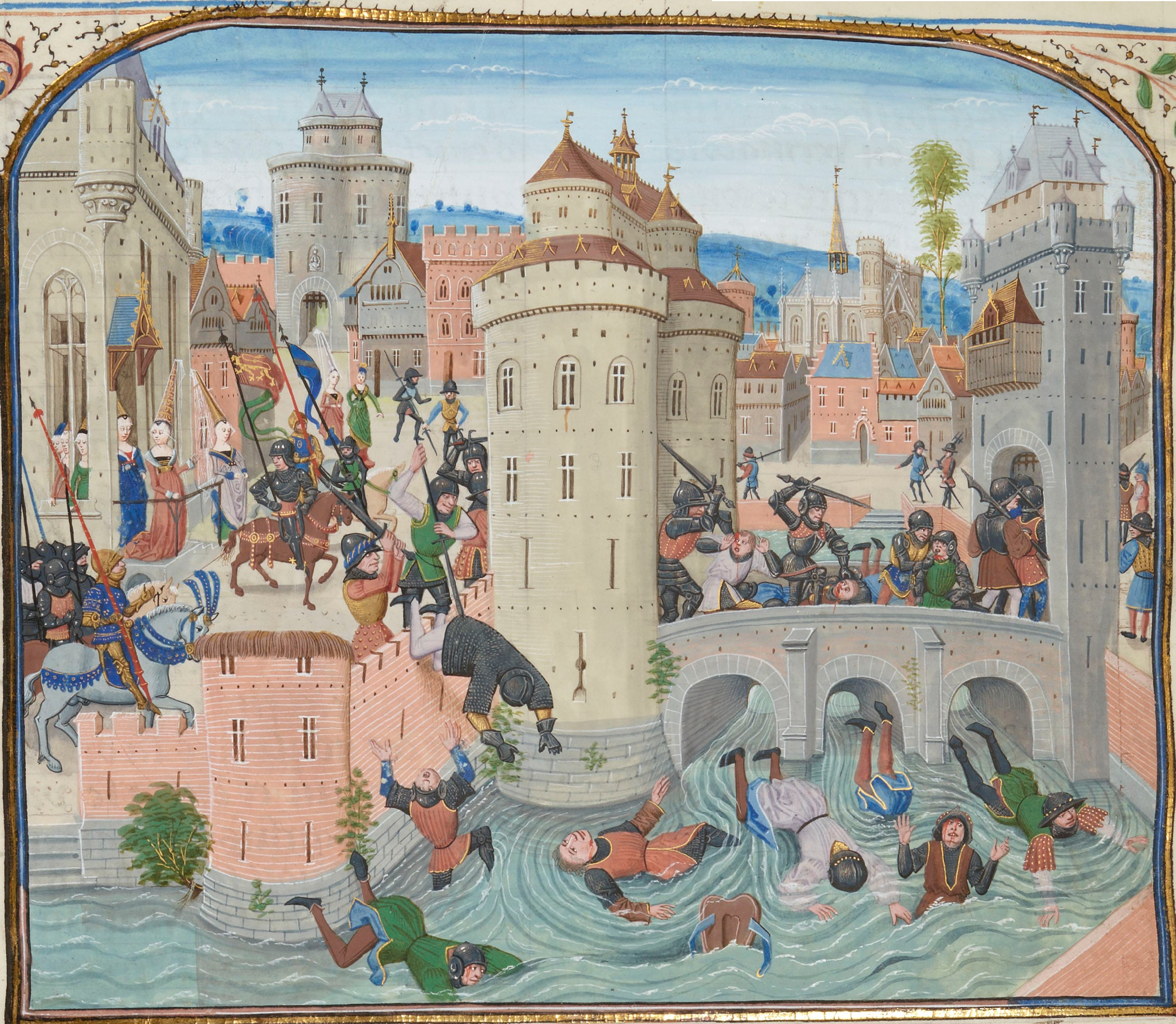
1358: Niederschlagung des Jacquerie-Aufstandes

- 1358: Der aus Folgen des Hundertjährigen Krieges resultierende Bauernaufstand Jacquerie im Nordosten Frankreichs wird vom Adel niedergeschlagen. Die Rebellen erleiden furchtbare Rache für die von ihnen angerichteten Zerstörungen.
- 1596: Die beiden niederländischen Seefahrer Willem Barents und Jacob van Heemskerk sichten eine bis dato unbekannte Insel an der heutigen Grenze vom Europäischen Nordmeer zur Barentssee, die sie nach den dort gesichteten Eisbären „Bäreninsel“ nennen.

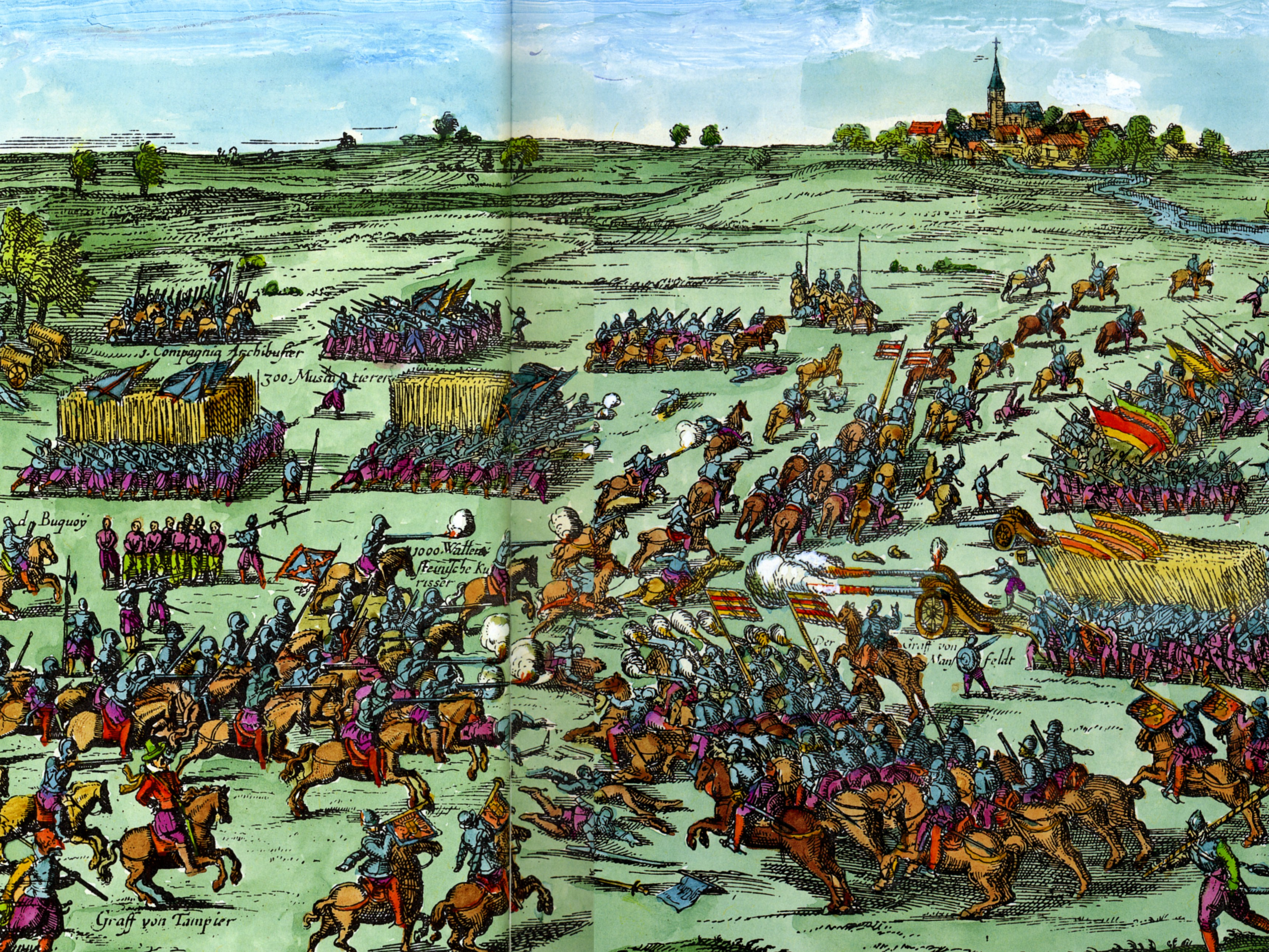
1619: Schlacht bei Sablat

- 1619: Im Verlauf des Dreißigjährigen Krieges siegen kaiserliche Truppen unter Feldmarschall Charles de Bucquoy in der Schlacht bei Sablat in Böhmen über protestantische Einheiten von Ernst von Mansfeld.
- 1624: Der Vertrag von Compiègne zwischen Frankreich und der Republik der Sieben Vereinigten Provinzen wird geschlossen. Er erlaubt Frankreich, die niederländischen Kriegsanstrengungen gegen Spanien im Achtzigjährigen Krieg zu subventionieren.
- 1671: Die Hansestadt Braunschweig fügt sich nach einer Belagerung durch die welfischen Fürsten der Herrschaft Herzog Rudolf Augusts von Braunschweig und Lüneburg.
- 1719: Mit der Niederlage bei Glen Shiel bricht ein weiterer Aufstand der Jakobiten in Großbritannien zusammen.
- 1791: Das britische Parlament beschließt im Constitutional Act, die Provinz Québec aufzuteilen. Es entstehen mit Wirkung ab 26. Dezember 1791 Ober- und Niederkanada.
- 1794: Der französische Nationalkonvent verabschiedet das Gesetz vom 22. Prairial. Das neue Recht gestattet dem Revolutionstribunal, Todesurteile auch auf bloße Verdächtigungen hin zu verhängen und entzieht Angeklagten den Rechtsbeistand.
- 1807: Die Schlacht bei Heilsberg zwischen Frankreich und Russland während des Vierten Koalitionskrieges endet unentschieden.
- 1813: Das von Minister Maximilian von Montgelas erlassene Judenedikt regelt deren rechtlichen Verhältnisse im Königreich Bayern bis hin zu einer Begrenzung der Anzahl von Familien pro Ort.
- 1861: Zwischen Nord- und Südstaatlern kommt es zum Gefecht bei Big Bethel, dessen prominentestes Opfer der Autor Theodore Winthrop ist.
- 1898: Streitkräfte der USA landen während des Spanisch-Amerikanischen Krieges in der Guantanamo Bay und beginnen damit die Invasion Kubas.
- 1909: Nach ihrem Schiffbruch vor der Azoreninsel Flores sendet die Slavonia den ersten SOS-Notruf der Weltgeschichte.
- 1915: Bei einem Massaker türkischer Truppen in der Kemach-Schlucht werden etwa 25.000 Armenier getötet. Der Massenmord ist Teil eines systematischen Vernichtungsfeldzuges gegen die christliche armenische Bevölkerung im Osmanischen Reich. Den im Juni 1915 beginnenden Deportationen fallen bis 1916 etwa eine Million Menschen zum Opfer.

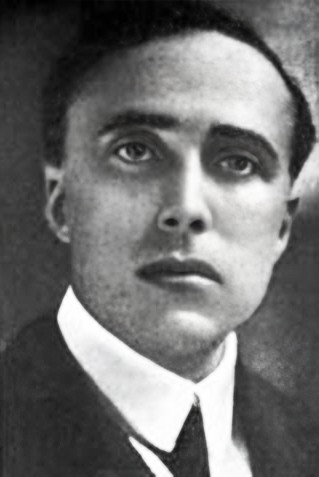
1924: Giacomo Matteotti

- 1924: Der italienische Oppositionspolitiker Giacomo Matteotti, ein erbitterter Gegner Mussolinis, wird von Faschisten entführt und erschossen.
- 1940: Mit der Kriegserklärung an Frankreich und Großbritannien tritt Italien in den Zweiten Weltkrieg ein.
- 1940: Norwegens Armee kapituliert gegenüber der ins Land eingedrungenen deutschen Wehrmacht.

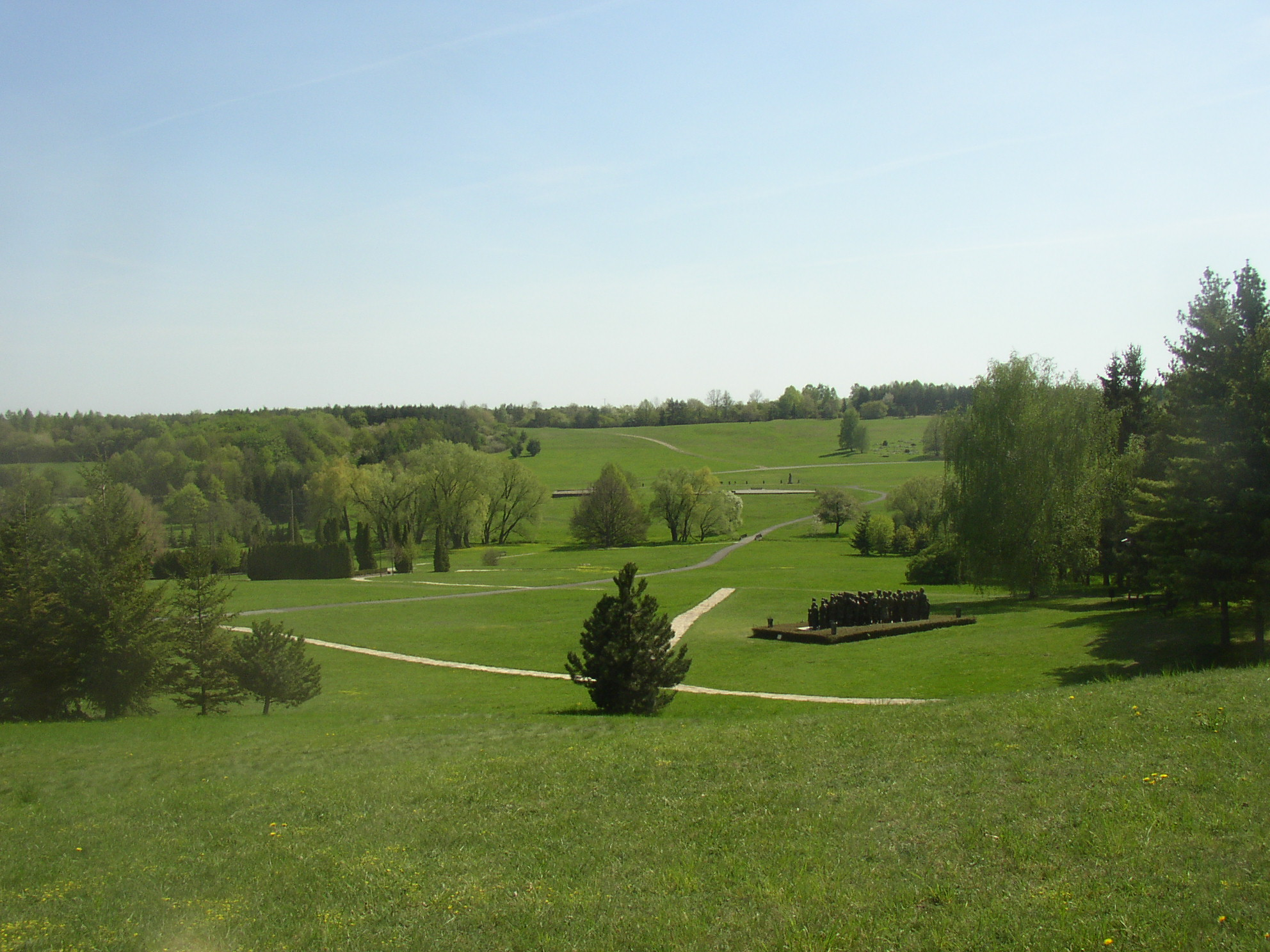
1942: Lidice (Fläche des früheren Ortes)

- 1942: Als Vergeltung für das Attentat auf Reinhard Heydrich am 27. Mai wird das tschechische Dorf Lidice von den Nationalsozialisten zerstört, die Einwohner werden entweder getötet oder deportiert.
- 1943: Mit ihrer Selbstauflösung endet die Kommunistische Internationale.
- 1944: Als Vergeltung für Aktionen der Résistance ermorden Einheiten der Waffen-SS nahezu sämtliche Bewohner des Dorfes Oradour-sur-Glane.
- 1944: Als Vergeltung für Aktionen griechischer Partisanen ermorden Einheiten der Waffen-SS zwischen 200 und 300 Bewohner des Dorfes Distomo.

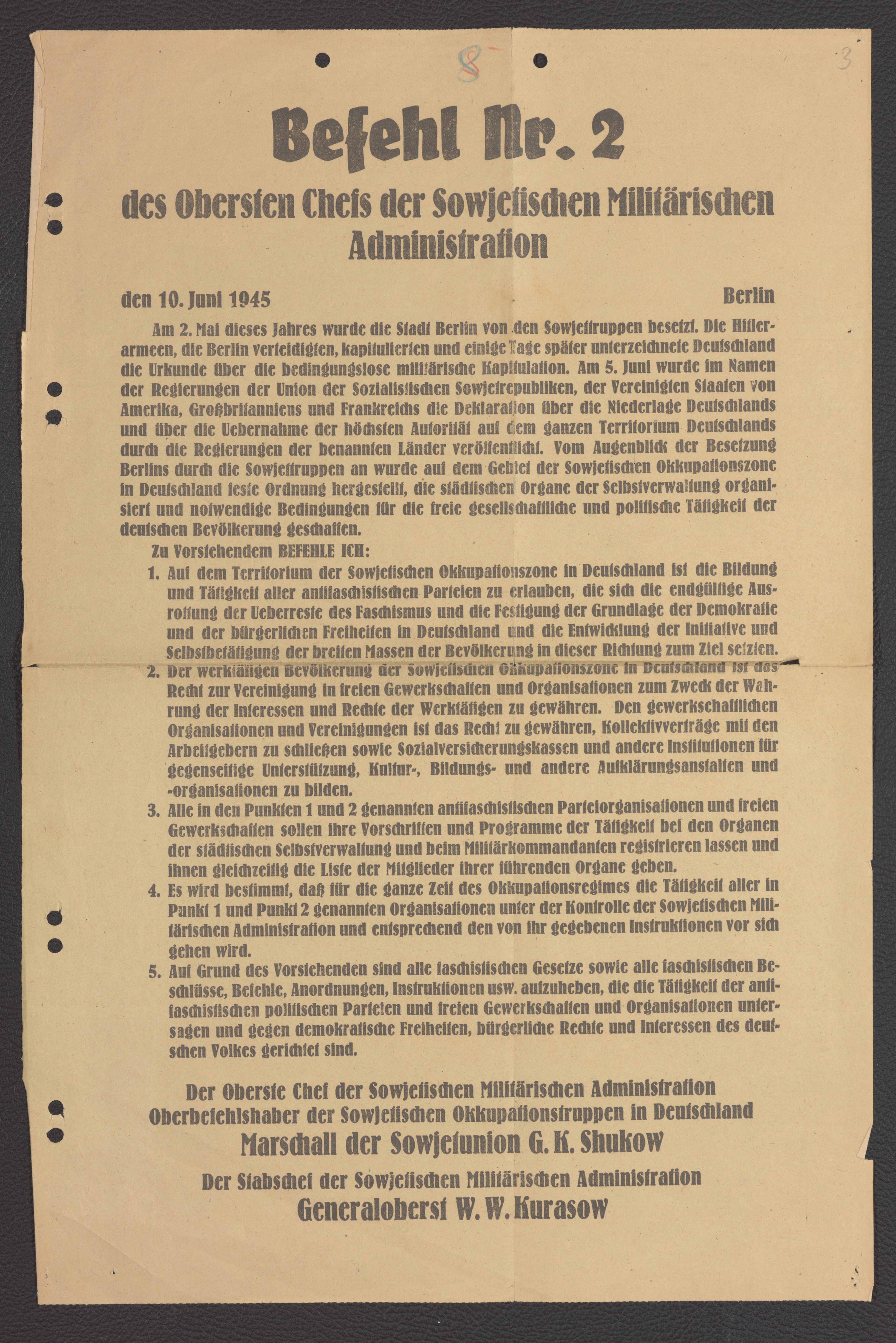
1945: SMAD-Befehl Nr. 2

- 1945: Mit dem „Befehl Nr. 2“ des Obersten Chefs der SMAD wird die Bildung und Tätigkeit aller antifaschistischen Parteien und Gewerkschaften zugelassen.
- 1967: Israel besetzt im Sechstagekrieg Teile des Berges Hermon sowie die Golanhöhen auf syrischem Staatsgebiet. Syrien und Israel vereinbaren einen Waffenstillstand.
- 1979: In den Mitgliedsstaaten der Europäischen Gemeinschaft werden nach der ersten Direktwahl der Abgeordneten für das Europaparlament die am 7. und 10. Juni abgegebenen Stimmen ausgezählt.
- 1980: FALINTIL-Einheiten greifen den Fernsehsender in Marabia und militärische Einrichtungen der Indonesier in Becora, Dare und Fatu Naba, am Rande Osttimors Hauptstadt Dili an. Es ist die erste große Aktion der Widerstandsbewegung seit ihrer fast völligen Zerschlagung im Jahre 1978.
- 1982: Die NATO-Gipfelkonferenz tagt erstmals in Bonn (NATO-Gipfel in Bonn 1982) und fordert eine effektive Entspannung. Spanien nimmt neu als 16. Mitglied teil. In den Beueler Rheinauen findet parallel zum Gipfel am selben Tag die bis dahin größte Demonstration in Deutschland statt, an der – je nach Quelle – 250–500.000 Menschen teilnehmen.
- 1987: Der südkoreanische Präsident Chun Doo-hwan nominiert Roh Tae-woo für seine Nachfolge. Daraufhin kommt es zu Demonstrationen für freie Wahlen. Diese sollten den Weg für die Demokratisierung Südkoreas ebnen.
- 1991: Der Vulkanausbruch des Mount Pinatubo zwingt auf der Philippinen-Insel Luzon zur Evakuierung der Clark Air Base, einer der größten Militärbasen der Geschichte.
- 1999: Der Sicherheitsrat der Vereinten Nationen verabschiedet die Resolution 1244, die das am Vortag geschlossene Abkommen von Kumanovo zur Beendigung des Kosovokriegs bestätigt sowie eine Übergangsverwaltung (UNMIK) einrichtet. Die internationale Sicherheitstruppe KFOR soll die in der Resolution gefassten Beschlüsse überwachen.

### Wirtschaft
- 1936: In Moskau wird das Unternehmen Sojusmultfilm gegründet, das Trickfilme produziert. Das Unternehmen entwickelt sich zum bedeutendsten Animationsfilmstudio der Sowjetunion.
- 1947: Der schwedische Flugzeughersteller Saab stellt seinen ersten Pkw-Prototyp Saab 92001 vor und richtet eine Sparte zur Automobilproduktion ein.
- 1970: In Friedrichsdorf eröffnet der erste toom Markt. Es entsteht nach und nach eine SB-Warenhaus-Kette.

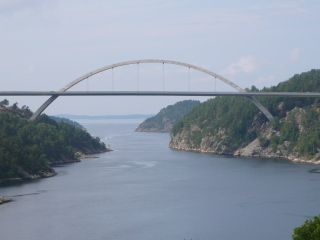
2005: Svinesundbrücke

- 2005: Die neue Svinesundbrücke zwischen Norwegen und Schweden wird in Anwesenheit beider Königspaare eingeweiht. Das Bauwerk nimmt den Verkehr der Europastraße 6 auf.

### Wissenschaft und Technik
- 1793: In Paris wird im Jardin des Plantes das naturkundliche Muséum national d’histoire naturelle eröffnet.

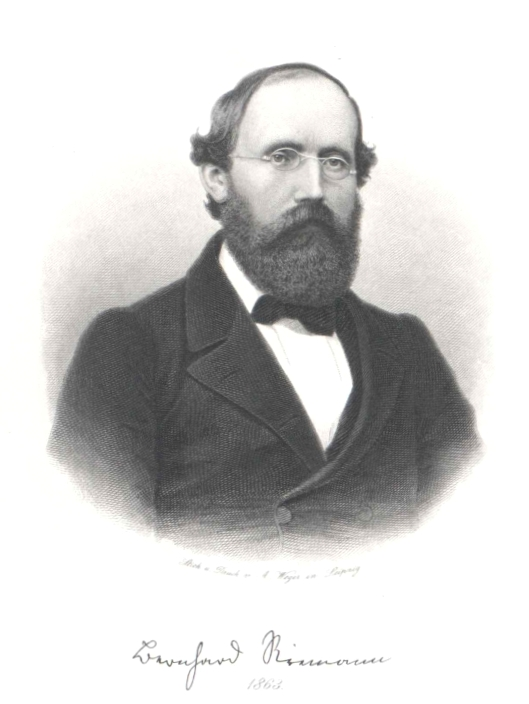
1854: Bernhard Riemann

- 1854: Bernhard Riemann hält in Anwesenheit von Carl Friedrich Gauß seinen Habilitationsvortrag in Göttingen Über die Hypothesen, welche der Geometrie zugrunde liegen, in dem er die Grundlagen der später so benannten nicht-euklidischen Geometrie skizziert.
- 1930: In Oberstdorf wird die Nebelhornbahn als weltweit längste Personenseilschwebebahn eröffnet.
- 1955: Der Grundstein für das europäische Kernforschungslabor CERN wird gelegt.
- 2003: Die US-Raumsonde Mars Exploration Rover A – MER-A startet zum Mars. Nach dem Start wird sie in Spirit umbenannt.

### Kultur
- 1825: Die Uraufführung der Oper Pharamond von Henri Montan Berton findet an der Opéra-Comique in Paris statt.
- 1838: Die Oper Le Comte de Saint-Mégrin von Friedrich von Flotow hat ihre Uraufführung in Royaumont.

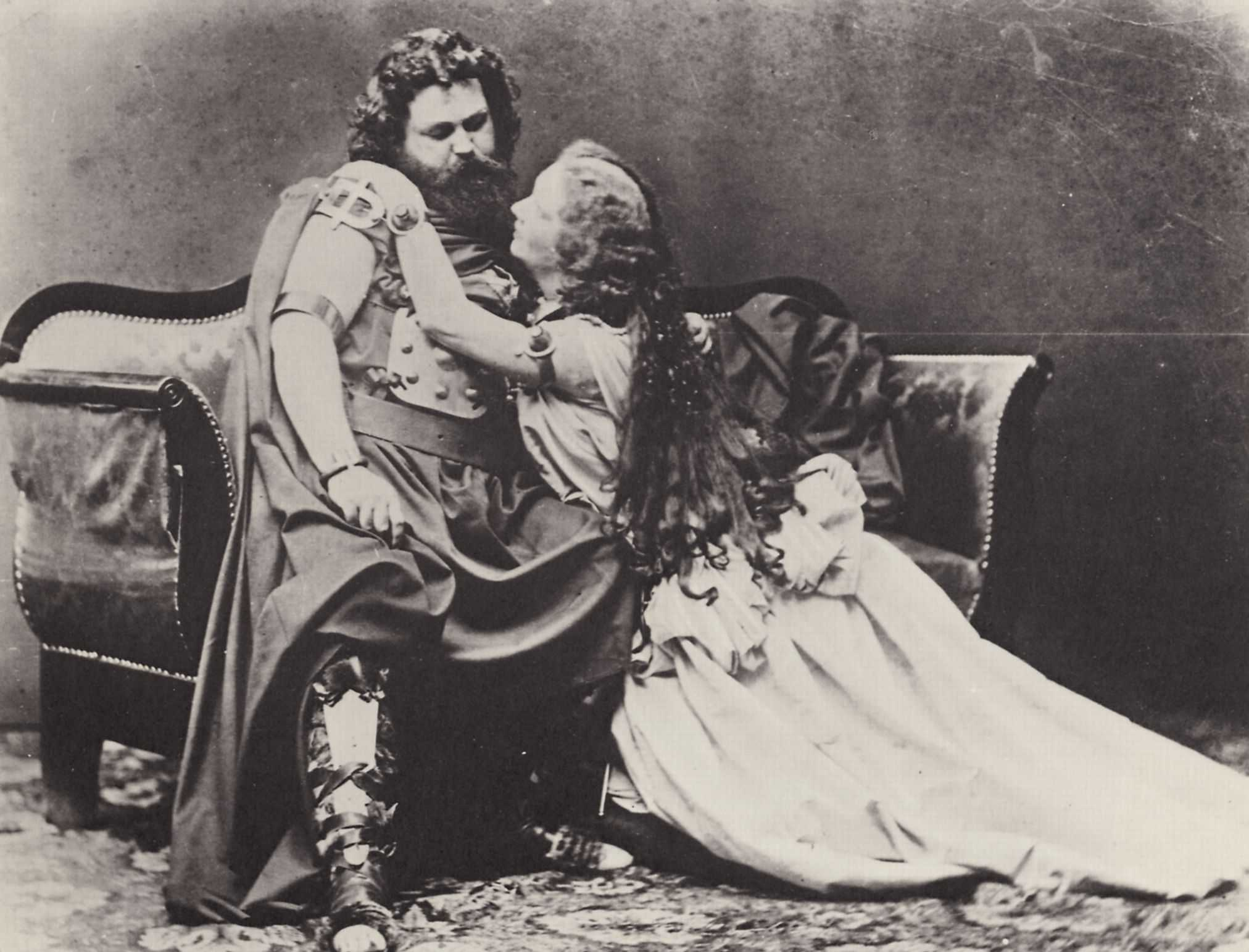
1865: Tristan und Isolde

- 1865: Im Königlichen Hof- und Nationaltheater in München wird Wagners Tristan und Isolde unter der Leitung von Hans von Bülow mit triumphalem Erfolg uraufgeführt. Der Sänger der Titelrolle, Ludwig Schnorr von Carolsfeld, stirbt nur wenige Tage später im Alter von nur 29 Jahren, was die Rolle des Tristan bis heute als „mörderisch“ gelten lässt. Musikalisch wirken Wagners Neuerungen vor allem auf dem Gebiet der Harmonik, wie zum Beispiel der Tristan-Akkord, bis in die letzte Phase der romantischen Musik nach.
- 1934: In London erhält James Hilton den Hawthornden-Preis für den Erfolgsroman Lost Horizon, der anschließend in 34 Sprachen übersetzt wird und den Mythos von Shangri-La begründet.
- 1959: In Frankreich hat der unter der Regie von Alain Resnais gedrehte Film Hiroshima, mon amour Premiere, einer der ersten Vertreter der französischen Nouvelle Vague.

### Gesellschaft

1935: Anonyme Alkoholiker (Logo)

- 1692: In Neuengland kommt es zur ersten Hinrichtung im Laufe der Hexenprozesse von Salem.
- 1935: Die Selbsthilfegruppe „Anonyme Alkoholiker“ gründet sich in Akron (Ohio) und entwickelt sich mit der Zeit zur internationalen Bewegung, die Abstinenz vom Alkohol unterstützt.
- 1969: Der Sexualkunde-Atlas für das an bundesdeutschen Schulen neu eingeführte Lehrfach Sexualkunde wird vorgestellt. Das Schulbuch löst eine heftige Debatte in an Sexualethik interessierten Kreisen aus.

### Religion
- 1423: Nach dem Tod von Gegenpapst Benedikt XIII. folgt ihm in dieser Funktion der von drei der vier von ihm ernannten Kardinäle gewählte Gil Sánchez Muñoz y Carbón als Clemens VIII. nach.

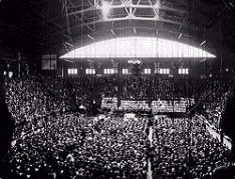
1925: Gründung der United Church of Canada

- 1925: In Toronto entsteht die United Church of Canada durch den Zusammenschluss von Presbyterianern, Methodisten und Kongregationalisten. Dem Feiern des ersten Gottesdienstes der vereinigten Kirche ist eine zwanzigjährige Planungs- und Verhandlungsphase vorausgegangen.
- 1969: Der Bund der Evangelischen Kirchen in der DDR entsteht. Die Mitarbeit der dortigen Landeskirchen in der EKD war von staatlicher Seite seit 1957 mehr und mehr erschwert worden.

### Katastrophen
- 1786: Ein nach einem Erdrutsch durch das Erdbeben im Süden von Kangding zehn Tage vorher entstandener natürlicher Damm, der den Fluss Dadu He staut, bricht. Etwa 100.000 Menschen sterben durch die Flutwelle, die über 1400 Kilometer hinweg das Land verwüstet.
- 1886: Ein Ausbruch des Vulkans Mount Tarawera auf der Nordinsel Neuseelands führt zu Verwüstungen, zerstört das Māori-Dorf Te Wairoa am Lake Tarawera und kostet insgesamt mehr als 150 Menschen das Leben.

Kleinere Unglücksfälle sind in den Unterartikeln von Katastrophe und in der Liste von Katastrophen aufgeführt.

### Natur und Umwelt
- 1993: Das New Yorker American Museum of Natural History berichtet über das Entdecken einer neuen Spinnenart in Kalifornien durch seinen Mitarbeiter Norman I. Platnik. Sie erhält zu Ehren des Museumsförderers Harrison Ford den Namen Calponia harrisonfordi.
- 2021: In den nördlichen Regionen der Erde kommt es zu einer Sonnenfinsternis, deren ringförmige Phase auf einer Bahn von Ontario bis Jakutien beobachtet werden kann. Im deutschsprachigen Raum wird sie als partielle Finsternis mit einem Bedeckungsgrad von 6 % (München) bis 21 % (Hamburg) wahrgenommen.

### Sport
- 1829: Auf der Themse wird erstmals das Achterrennen zwischen den Universitätsmannschaften von Oxford und Cambridge ausgetragen.

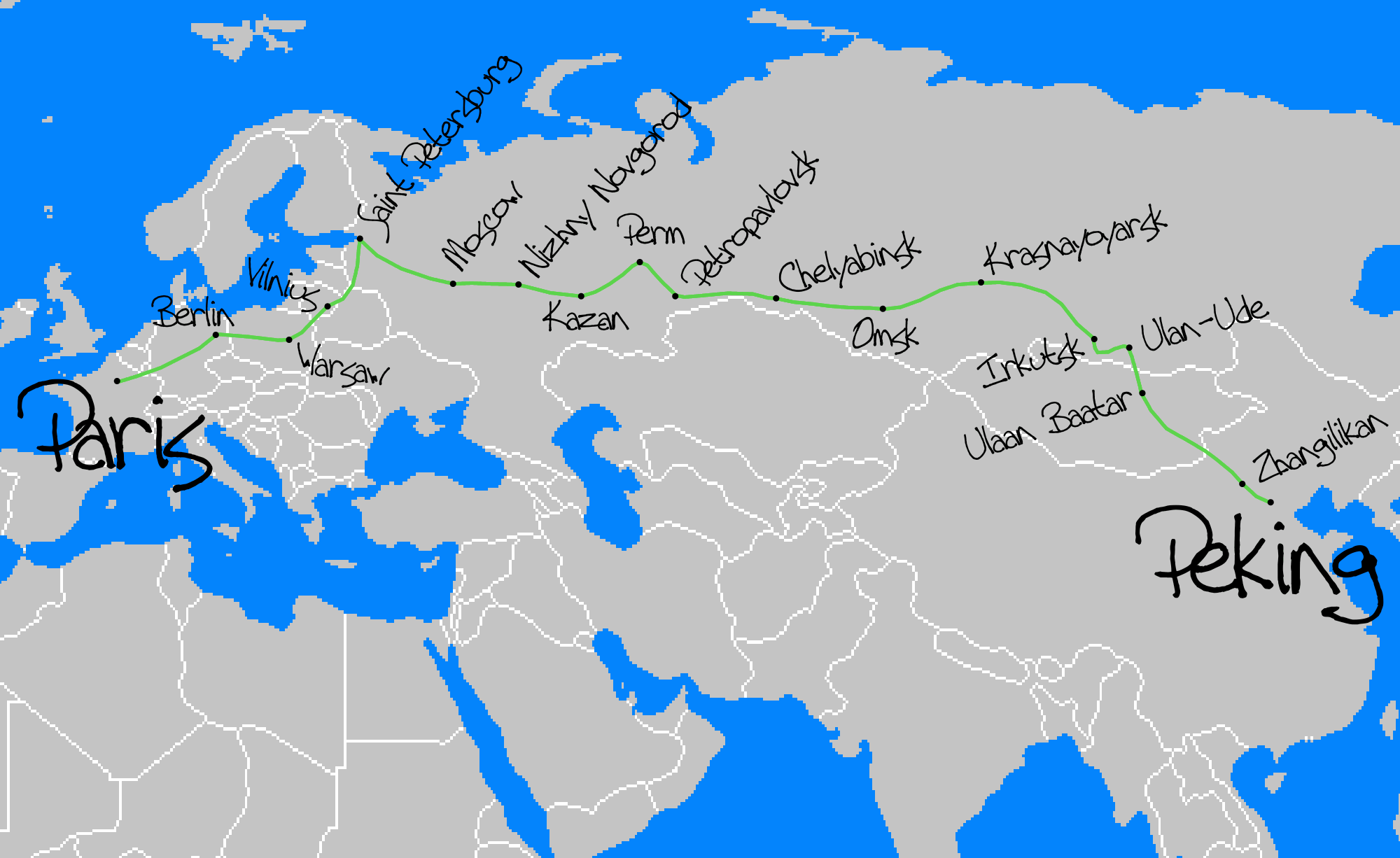
1907: Fahrtroute Peking nach Paris

- 1907: In Peking starten fünf Wagen zum längsten Automobilrennen aller Zeiten, der Fahrt von Peking nach Paris. Die 12.000 km lange Route führt durch die Wüste Gobi, vorbei am Baikalsee, durch Sibirien, über den Ural und über Moskau nach Frankreich.
- 1923: Der Hamburger SV besiegt im Endspiel um die Deutsche Fußballmeisterschaft 1922/23 den SC Union Oberschöneweide mit 3:0. Es ist der erste Meistertitel für den Hamburger SV.
- 1934: Die Italienische Fußballnationalmannschaft besiegt bei der Fußball-Weltmeisterschaft die Tschechoslowakei mit 2:1 nach Verlängerung und gewinnt so erstmal den WM-Titel. Das Turnier wird von Bestechungsvorwürfen überschattet, zudem nutzt der italienische Diktator Benito Mussolini die WM propagandistisch als Werbung für den Faschismus.

1959: Logo von Galatasaray

- 1959: In der ersten Spielzeit des türkischen Profifußballs besiegt Galatasaray Istanbul den Stadtrivalen Fenerbahçe im Final-Hinspiel mit 1:0. Vier Tage später unterliegt der Verein im Rückspiel mit 4:0 und überlässt damit Fenerbahçe den ersten Titel.
- 1968: Gastgeberland Italien gewinnt die Fußball-Europameisterschaft mit einem 2:0-Sieg gegen Jugoslawien. Es ist der erste EM-Titel der Italiener.
- 1988: Die Fußball-Europameisterschaft in Deutschland beginnt.
- 1998: Die Fußball-Weltmeisterschaft in Frankreich beginnt.
- 2006: Zum dritten Mal in ihrer Karriere gewinnt die belgische Tennisspielerin Justine Henin die French Open.
- 2007: Der spanische Tennisspieler Rafael Nadal gewinnt zum dritten Mal in Folge die French Open.
- 2008: Der belgische Radsportler Tom Boonen wird bei einer Dopingkontrolle außerhalb eines Wettbewerbs mit Kokain erwischt. Er wird daraufhin von mehreren Wettbewerben ausgeschlossen.
- 2016: Beginn der Fußball-Europameisterschaft in Frankreich.
- 2017: Die lettische Tennisspielerin Jeļena Ostapenko gewinnt zum ersten Mal in ihrer Karriere die French Open.
- 2018: Rafael Nadal gewinnt das Finale der French Open mit 6:4, 6:3 und 6:2 gegen Dominic Thiem. Nadal sichert sich damit seinen 11. Titelgewinn bei den French Open, seinen 17. Grand-Slam-Titel insgesamt und ist gleichzeitig der erste Tennis-Spieler, der in zwölf verschiedenen Saisons ein Grand-Slam-Turnier gewinnen konnte.

Einträge von Leichtathletik-Weltrekorden befinden sich unter der jeweiligen Disziplin unter Leichtathletik.
Einträge zu Fußballweltmeisterschaftsspielen finden sich in den Unterseiten von Fußball-Weltmeisterschaft. Das Gleiche gilt für Fußball-Europameisterschaften.

## Geboren

### Vor dem 18. Jahrhundert
- 0867: Uda, 59. Tennō von Japan
- 0940: Abu l-Wafa, persischer Mathematiker und Astronom
- 1369: Muzio Attendolo Sforza, römischer Condottiere
- 1465: Mercurino Arborio di Gattinara, italienischer Jurist, Staatsmann und Großkanzler

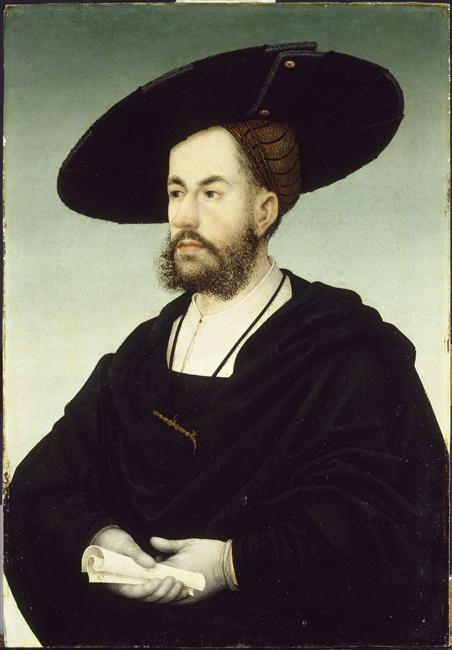
Anton Fugger (* 1493)

- 1493: Anton Fugger, deutscher Kaufmann und Bankier
- 1513: Louis III. de Bourbon, Herzog von Montpensier, französischer Heerführer
- 1572: Heinrich II. Reuß (jüngere Linie), Herr zu Gera, Lobenstein und Ober-Kranichfeld
- 1604: John Manners, 8. Earl of Rutland, englischer Peer und Politiker
- 1606: Corfitz Ulfeldt, dänischer Staatsmann
- 1613: Johann Georg II., deutscher Fürst aus dem Hause Wettin
- 1633: François Andréossy, französischer Ingenieur, Topograf und Kartograf
- 1637: Jacques Marquette, französischer Mönch und Entdecker des Mississippi
- 1673: René Duguay-Trouin, französischer Freibeuter und Marineoffizier
- 1688: James Francis Edward Stuart, jakobitischer Thronprätendent für den englischen Thron
- 1697: Johann Kaspar Barthel, deutscher katholischer Kirchenrechtler und Hochschullehrer
- 1700: Ewald Georg von Kleist, preußischer Jurist und Naturwissenschaftler

### 18. Jahrhundert
- 1706: John Dollond, britischer Teleskopbauer
- 1710: Johann Sigismund Kripner, deutscher Theologe, Orientalist und Hochschullehrer

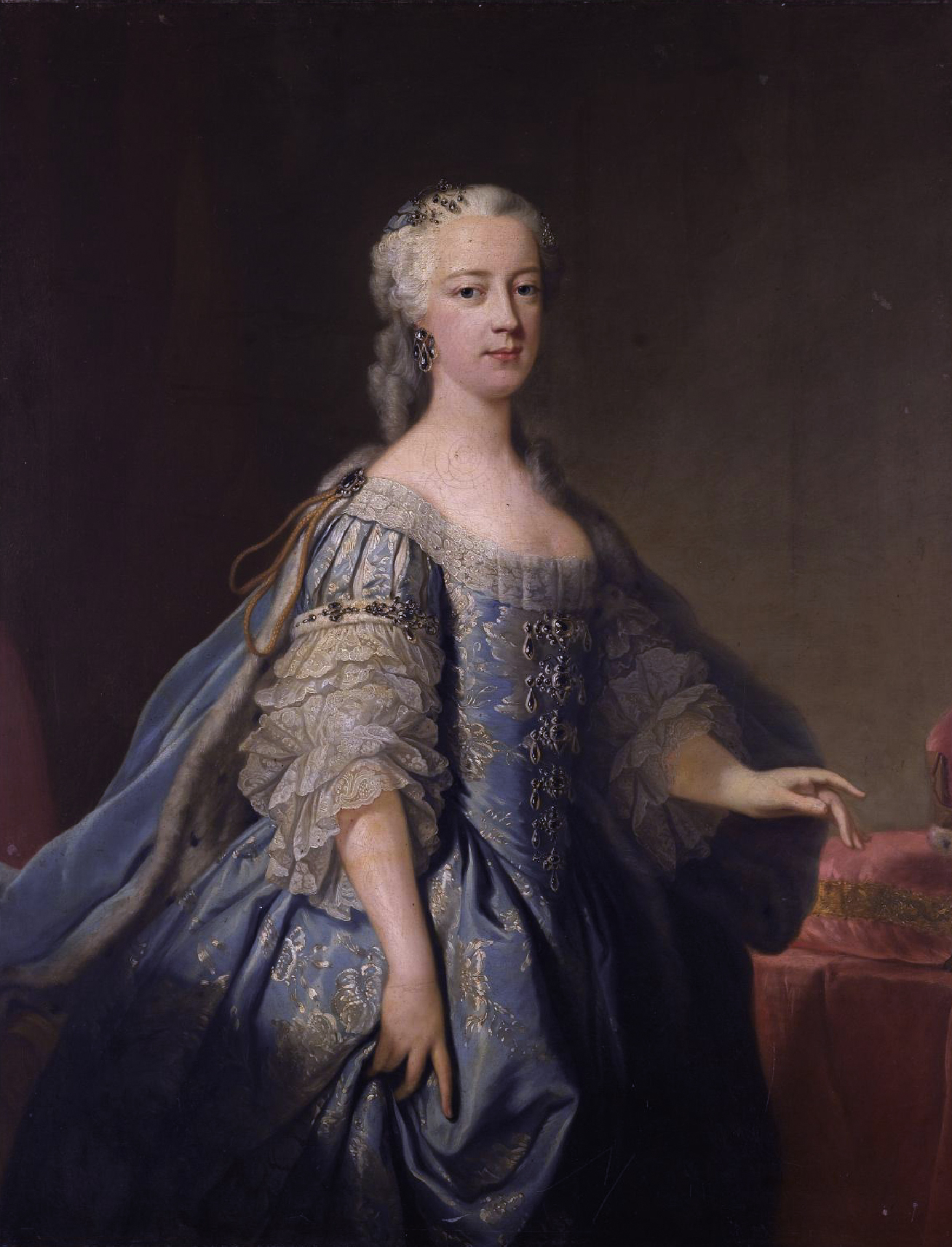
Amelia Sophie (* 1711)

- 1711: Amelia Sophie, britische Prinzessin
- 1727: Ernst Friedrich III., Herzog von Sachsen-Hildburghausen
- 1741: Karl August Schlockwerder, deutscher Jurist und Bürgermeister von Wittenberg
- 1741: Joseph Warren, amerikanischer Mediziner, Offizier im Amerikanischen Unabhängigkeitskrieg
- 1743: Willem Jacob Herreyns, flämischer Porträt- und Historienmaler
- 1751: Peleg Arnold, US-amerikanischer Jurist und Politiker
- 1753: William Eustis, US-amerikanischer Politiker
- 1757: Ferdinand Fleck, deutscher Schauspieler
- 1759: Isaak Löw Hofmann, österreichischer Kaufmann
- 1762: Maria del Pilar Teresa Cayetana de Silva y Álvarez de Toledo, Herzogin von Alba
- 1762: Georg Friedrich Benecke, deutscher Gelehrter
- 1769: Jean-François Vuarin, Schweizer römisch-katholischer Geistlicher
- 1772: David L. Morril, US-amerikanischer Politiker
- 1773: Charles-Simon Catel, französischer Komponist und Professor
- 1774: Carl Haller von Hallerstein, deutscher Architekt
- 1775: James Barbour, US-amerikanischer Rechtsanwalt und Politiker, Senator, Gouverneur von Virginia, US-Kriegsminister
- 1790: Joseph Daussoigne-Méhul, französischer Komponist
- 1792: Leopold Schoeller, deutscher Unternehmer und Gründer des Teppichkontors Düren
- 1796: Charles Augustus FitzRoy, britischer Offizier, Politiker und Gouverneur von New South Wales

### 19. Jahrhundert

#### 1801–1850
- 1804: Hermann Schlegel, deutscher Ornithologe

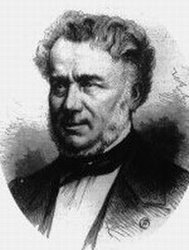
Victor Baltard (* 1805)

- 1805: Victor Baltard, französischer Architekt
- 1808: Frederik Kaiser, niederländischer Astronom
- 1808: Friedrich Albert von Schultze, deutscher Forstbeamter
- 1814: Anton Ehrlich, deutscher Orgelbauer
- 1815: Matthäus Friedrich Chemnitz, deutscher Dichterjurist, schrieb den Text für das Schleswig-Holstein-Lied
- 1818: Hubert Ferdinand Kufferath, deutscher Komponist
- 1819: Gustave Courbet, französischer Maler des Realismus
- 1821: Alexander von Frantzius, deutscher Mediziner, Zoologe und Anthropologe
- 1825: Amanz Kaspar Affolter, Schweizer Jurist und Politiker

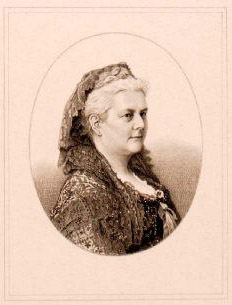
Louise Aglaé Massart (* 1827)

- 1827: Louise Aglaé Massart, französische Pianistin, Musikpädagogin und Komponistin
- 1827: Adolf Wahrmund, deutscher Orientalist und Schriftsteller
- 1830: Eduard Lübbert, deutscher Altphilologe und Archäologe
- 1831: W. A. Rémy, österreichischer Komponist und Musiker

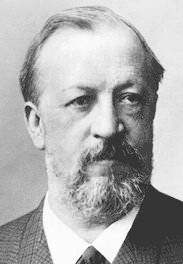
Nicolaus Otto (* 1832)

- 1832: Nicolaus Otto, deutscher Automobilpionier und Erfinder (Verbrennungsmotor, Viertaktprinzip)

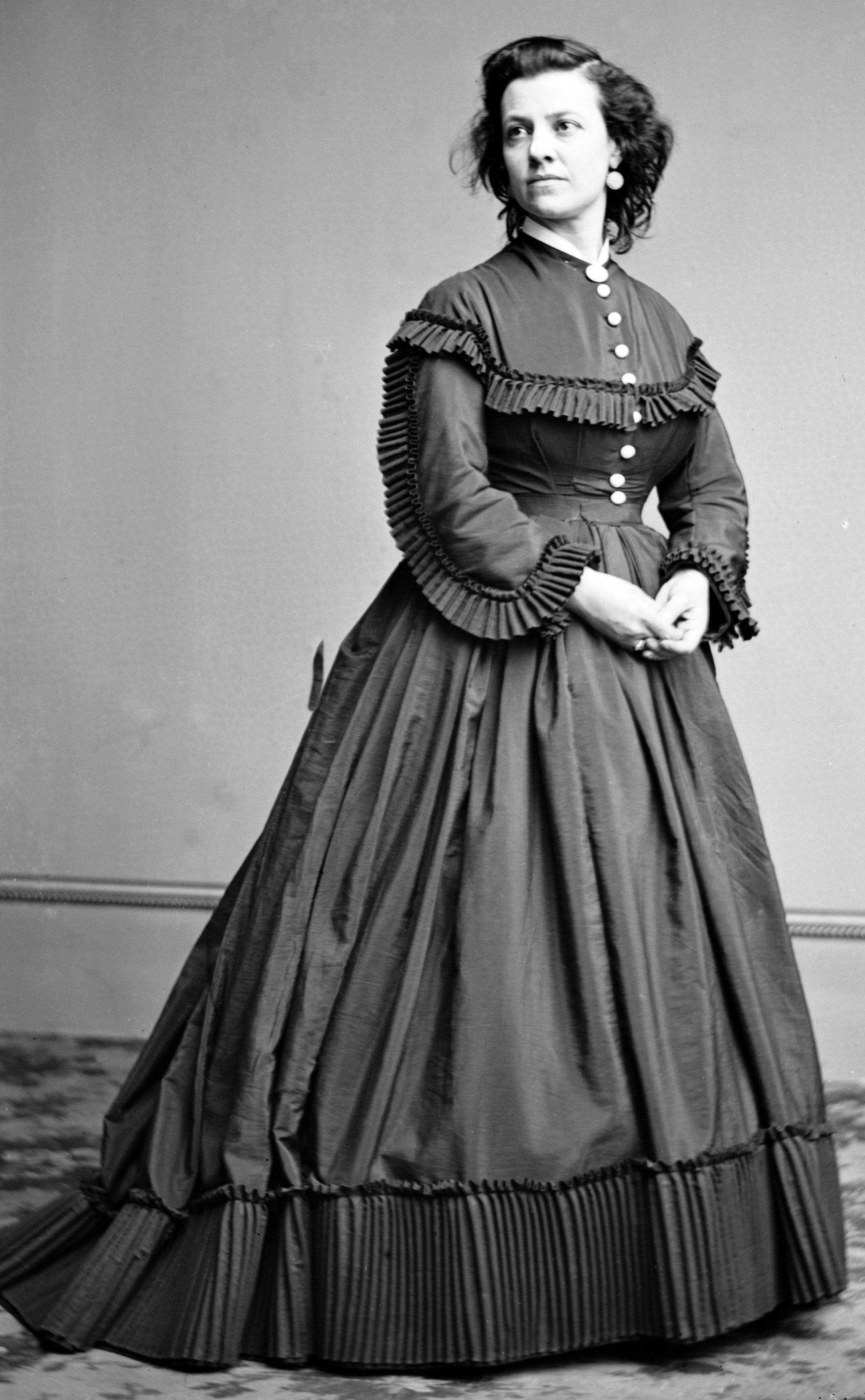
Pauline Cushman (* 1833)

- 1833: Pauline Cushman, US-amerikanische Schauspielerin und Spionin der Nordstaaten im Amerikanischen Bürgerkrieg
- 1835: Ferdinand IV., Großherzog von Toskana
- 1836: August Overweg, deutscher Politiker
- 1839: Anna Bachofner, Schweizer Schriftstellerin
- 1839: Ion Creangă, rumänischer Schriftsteller
- 1840: Theodor Philipsen, dänischer Maler
- 1841: Alois Reckendorf, deutscher Pianist, Musikpädagoge, Komponist
- 1842: Gustav Hartmann, deutscher Kaufmann, Unternehmer und Industrie-Manager
- 1842: Adolf Stoltze, deutscher Journalist und Lokaldichter
- 1843: Heinrich von Herzogenberg, österreichischer Komponist
- 1843: Charles Lefèbvre, französischer Komponist
- 1844: Carl Hagenbeck, deutscher Tierhändler und Zoodirektor
- 1848: Ferdinand Tiemann, deutscher Chemiker
- 1848: Theodoor Verhey, niederländischer Komponist
- 1849: Eduard Arnhold, deutscher Unternehmer, Kunstmäzen und Philanthrop

#### 1851–1900
- 1851ː Paula Kohlschütter, deutsche Malerin, Radiererin und Grafikerin
- 1851: Anton Matosch, österreichischer Bibliothekar und Mundartdichter
- 1853: Franz Theodor Usteri, Schweizer Jurist und Verwaltungsrat
- 1854: Josef Kaizl, tschechischer Politiker

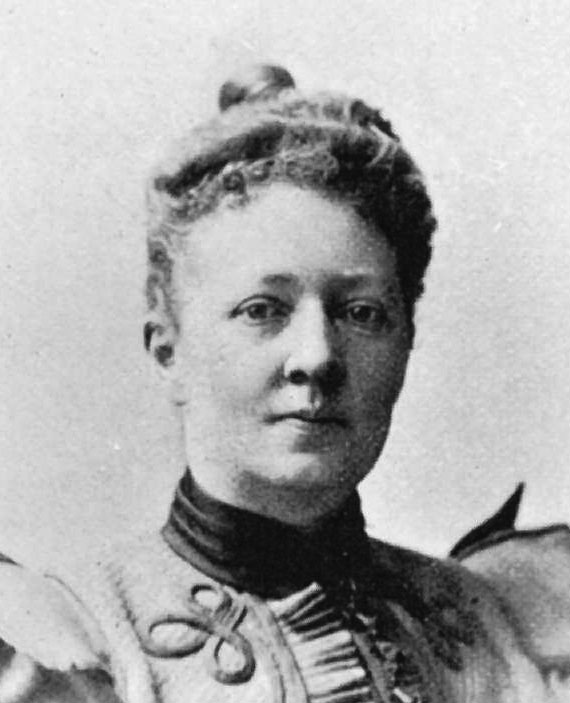
Hilma Angered Strandberg (* 1855)

- 1855: Hilma Angered Strandberg, schwedische Schriftstellerin
- 1856: Max Heimbucher, deutscher katholischer Theologe und Ordenshistoriker
- 1858: Gustav Kemmann, deutscher Bauingenieur und Verkehrswissenschaftler
- 1860: Paul Hillemacher, französischer Komponist
- 1861: Pierre Duhem, französischer Physiker und Wissenschaftstheoretiker/-Historiker
- 1862: Alfons Maria Augner, Schweizer Benediktinermönch
- 1863: Louis Couperus, niederländischer Autor
- 1865: Murakami Kijō, japanischer Lyriker
- 1865ː Therese Rothauser, deutsche Sängerin (Alt), Opfer des Holocaust

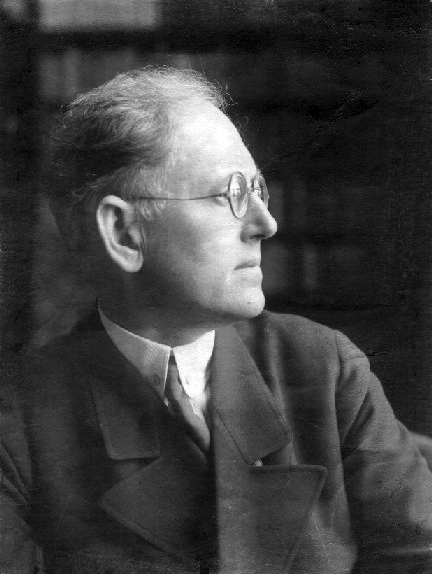
Paul Schultze-Naumburg (* 1869)

- 1869: Paul Schultze-Naumburg, deutscher Architekt und Kunsttheoretiker
- 1872: Pedro Reszka, chilenischer Maler
- 1876ː Camilla Götzl, österreichische Opernsängerin böhmischer Herkunft
- 1876ː Lilly Hauff, deutsche Frauenrechtlerin
- 1880: André Derain, französischer Maler
- 1881: Ed Sol, niederländischer Fußballspieler
- 1884: Burghard Breitner, österreichischer Chirurg
- 1884: Adalbert Friedrich, deutscher Fußballspieler
- 1884: Walther Schreiber, deutscher Jurist und Politiker, MdL, preußischer Minister, Regierender Bürgermeister von Berlin
- 1885: Hans Surén, deutscher Offizier, Buchautor und ein Vorkämpfer des Naturismus
- 1887: Harry F. Byrd senior, US-amerikanischer Politiker, Gouverneur von Virginia, Senator
- 1887: Wladimir Iwanowitsch Smirnow, russisch-sowjetischer Mathematiker
- 1888: Leo Weismantel, deutscher Schriftsteller und Reformpädagoge, MdL, NS-Opfer
- 1889: Rodolfo Hammersley, chilenischer Leichtathlet
- 1890: Charles Marchand, kanadischer Folksänger
- 1890: William A. Seiter, US-amerikanischer Filmregisseur
- 1891: Al Dubin, US-amerikanischer Liedtexter
- 1892: Ekkehard Arendt, österreichischer Schauspieler

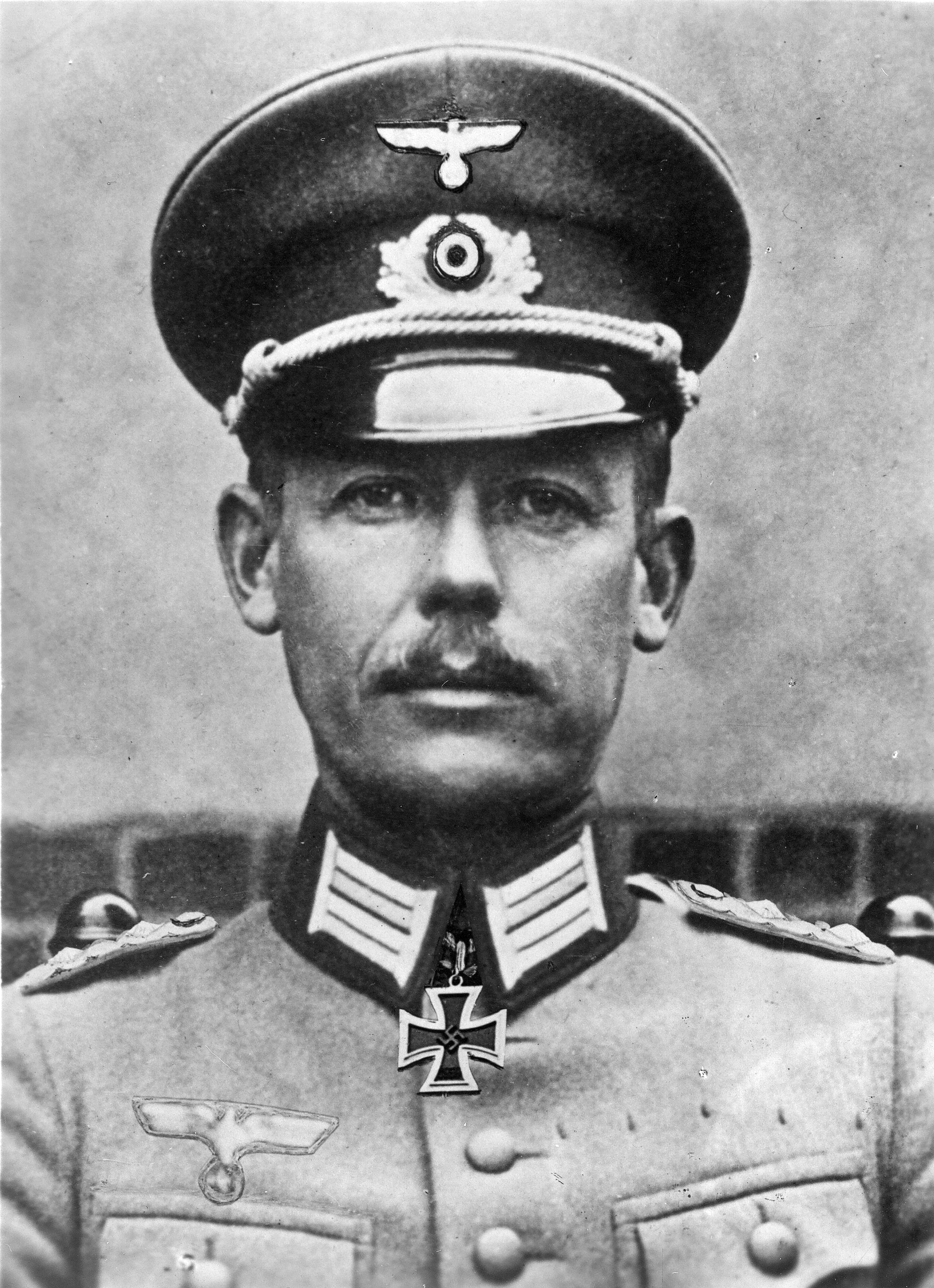
Hans-Karl von Esebeck (* 1892)

- 1892: Hans-Karl von Esebeck, deutscher General, Widerstandskämpfer des 20. Juli 1944
- 1892: Konrad Hahm, deutscher Volkskundler
- 1892ː Zinaida Jurjewskaja, russisch-estländische Sopranistin
- 1893: Hattie McDaniel, US-amerikanische Schauspielerin
- 1894: Pavel Bořkovec, tschechischer Komponist
- 1894: Oskar Karlweis, österreichischer Schauspieler
- 1895: William C. Feazel, US-amerikanischer Senator und unabhängiger Öl- und Gasproduzent
- 1895: Immanuel Velikovsky, russisch-US-amerikanischer Arzt, Psychoanalytiker und Autor
- 1896: József Viola, ungarischer Fußballspieler und -trainer
- 1897: Friedrich Lorenz, deutscher römisch-katholischer Ordenspriester, Widerstandskämpfer gegen den Nationalsozialismus, Märtyrer
- 1897: Tatjana Nikolajewna Romanowa, Großfürstin von Russland, Tochter von Zar Nikolaus II.
- 1898: Marie Auguste von Anhalt, deutsche Adelige
- 1899: Anita Berber, deutsche Tänzerin
- 1899: Stanisław Czaykowski, polnischer Automobilrennfahrer
- 1900ː Hedwig Porschütz, deutsche Widerstandskämpferin, Gerechte unter den Völkern

### 20. Jahrhundert

#### 1901–1925
- 1901: Frederick Loewe, US-amerikanischer Komponist
- 1902ː Gretel Adorno, deutsche Chemikerin und Unternehmerin; Ehefrau von Theodor W. Adorno

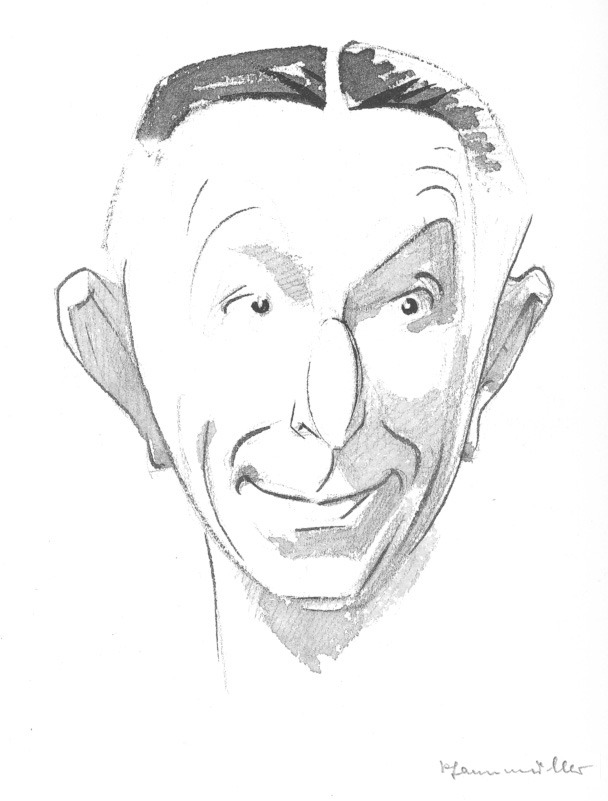
Theo Lingen (* 1903)

- 1903: Theo Lingen, deutscher Schauspieler, Regisseur und Autor
- 1903: Albéric Loqueheux, französischer Automobilrennfahrer
- 1904: Willi Agatz, deutscher Politiker, MdB, MdL
- 1904ː Lin Huiyin, chinesischer Architektin und Schriftstellerin
- 1905: Maria Elsner, deutsch-ungarische Opernsängerin
- 1905: Hanns Ludin, deutscher Diplomat und SA-General, Kriegsverbrecher
- 1905: Ludwig Schuster, deutscher Violinist, Violist und Hochschullehrer
- 1906: Mário Corino de Andrade, portugiesischer Neurologe
- 1906: János Viski, ungarischer Komponist
- 1907: Artur Stegner, deutscher Politiker, MdB
- 1907: Hanna Nagel, deutsche Grafikerin und Buchillustratorin
- 1908: Karl Gußner, deutscher Fußballspieler
- 1909: Lang Hancock, australischer Eisenerzmagnat
- 1909: Elisabeth Oestreich, deutsche Mittelstreckenläuferin
- 1910: Armen Tachtadschjan, armenisch-sowjetischer Botaniker
- 1910: Howlin’ Wolf, US-amerikanischer Blues-Musiker
- 1911: Denes Agay, US-amerikanischer Komponist und Arrangeur ungarischer Herkunft
- 1911: Émile Gilioli, französischer Bildhauer
- 1911: Ralph Kirkpatrick, US-amerikanischer Cembalist
- 1913ː Hanna Maria Drack, deutsch-österreichische Autorin und Lyrikerin
- 1913: Asahina Shōjirō, japanischer Entomologe
- 1913: Tichon Nikolajewitsch Chrennikow, russischer Komponist
- 1914: Hans Klodt, deutscher Fußballspieler
- 1914: Rosita Serrano, chilenische Sängerin und Schauspielerin
- 1915: Josef Bauer, deutscher Politiker, MdB
- 1915: Saul Bellow, kanadisch-US-amerikanischer Schriftsteller, Nobelpreisträger
- 1918: Barry Morse, britischer Schauspieler
- 1919: Haidar Abdel-Shafi, palästinensischer Arzt und Politiker
- 1920: Zbyněk Vostřák, tschechischer Komponist
- 1921: Hans Rotta, deutscher Verleger, Herausgeber, Redakteur und Biologe
- 1921: Sergio Arellano Stark, chilenischer Generalmajor
- 1921: Philip, Duke of Edinburgh, Ehemann der britischen Königin Elisabeth II.
- 1922: Robert Alan Aurthur, US-amerikanischer Schriftsteller, Drehbuchautor und Filmproduzent
- 1922: Judy Garland, US-amerikanische Filmschauspielerin
- 1923: Georg Moser, katholischer Bischof von Rottenburg-Stuttgart
- 1923: Sergiu Samarian, rumänischer Schachspieler und -schriftsteller, Trainer des Deutschen Schachbundes
- 1923: Françoise Sullivan, kanadische Malerin, Bildhauerin, Tänzerin und Choreographin
- 1924: Friedrich L. Bauer, deutscher Pionier der Informatik
- 1925: Don Costa, US-amerikanischer Komponist

#### 1926–1950
- 1926: George Hovland, US-amerikanischer Skilangläufer
- 1926: Lionel Jeffries, britischer Schauspieler, Filmregisseur und Drehbuchautor
- 1927: László Kubala, ungarisch-slowakisch-spanischer Fußballspieler
- 1928: Carl Dahlhaus, deutscher Musikwissenschaftler
- 1928: Hans Abraham Ochs, deutscher Schüler, NS-Opfer
- 1928: Maurice Sendak, US-amerikanischer Illustrator und Kinderbuchautor
- 1929: Edward O. Wilson, US-amerikanischer Entomologe und Biologe

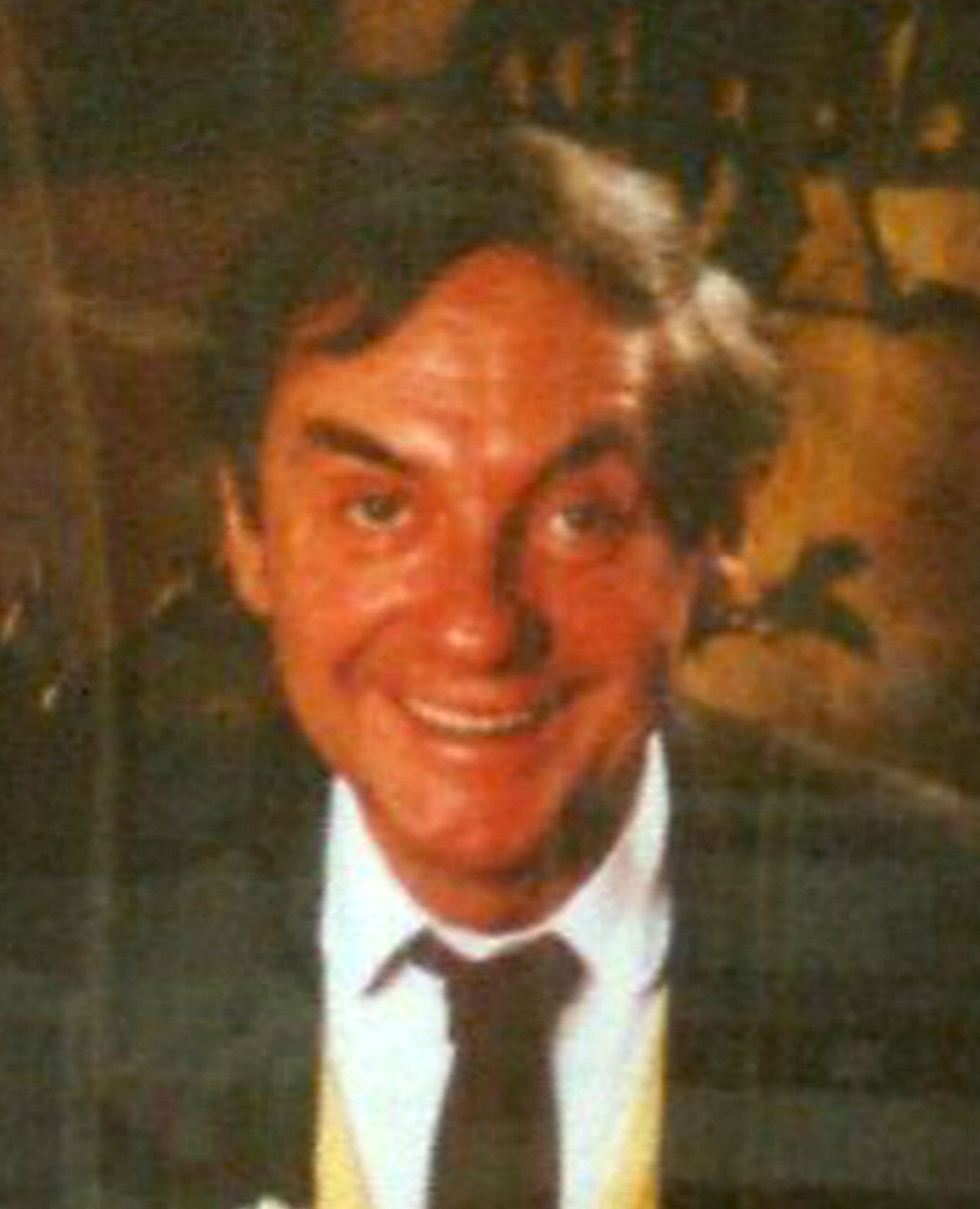
Harald Juhnke (* 1929)

- 1929: Harald Juhnke, deutscher Entertainer, Film- und Bühnenschauspieler
- 1930: Theo Sommer, deutscher Journalist
- 1931: Dan Constantinescu, rumänischer Komponist
- 1931: João Gilberto, brasilianischer Gitarrist, Sänger und Komponist
- 1931: Johann Friedrich Henschel, Vizepräsident des Bundesverfassungsgerichts
- 1931: Kornélia Ihász, ungarische Eisschnellläuferin und Radsportlerin
- 1932: Philipp Jenninger, deutscher Politiker und Botschafter, MdB, Bundestagspräsident
- 1933: Asaf Jah VIII., indischer Adeliger
- 1933: Tex Lecor, kanadischer Singer-Songwriter, Moderator und Maler
- 1934: Alois Mock, österreichischer Politiker, Vizekanzler, Außenminister
- 1934: Jürgen Spohn, deutscher Grafiker
- 1934: Juraj Tandler, slowakischer Komponist, Dirigent und Musikpädagoge
- 1935: Barrie Gavin, englischer Filmregisseur
- 1936: Eugenio Bersellini, italienischer Fußballspieler und -trainer
- 1936: Thomas Höpker, deutscher Fotograf
- 1936: Maria Mägdefrau, deutsche Schauspielerin und Regisseurin
- 1937: Luciana Paluzzi, italienische Schauspielerin
- 1937: Patricia Parr, kanadische Pianistin, Musikpädagogin und Komponistin
- 1938: Hans-Joachim Girlich, deutscher Mathematiker
- 1938: Alexander von Stahl, deutscher Jurist

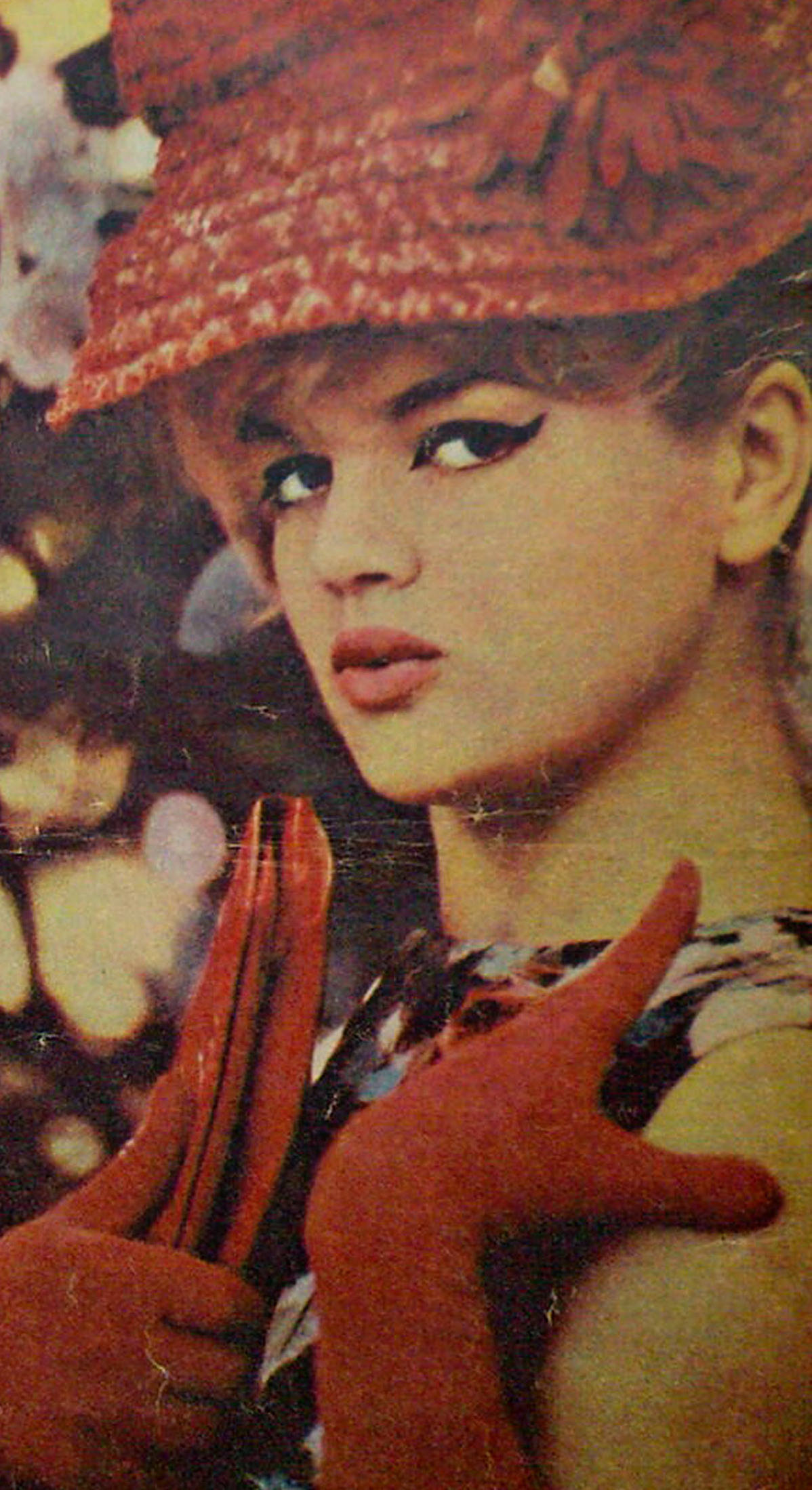
Violetta Villas (* 1938)

- 1938: Violetta Villas, polnische Sängerin, Komponistin, Songwriterin und Schauspielerin
- 1939: Chuck Ferries, US-amerikanischer Skirennläufer
- 1939: Karl-Heinz Hornhues, deutscher Politiker, MdB
- 1939: Sabine Pettke, deutsche Theologin

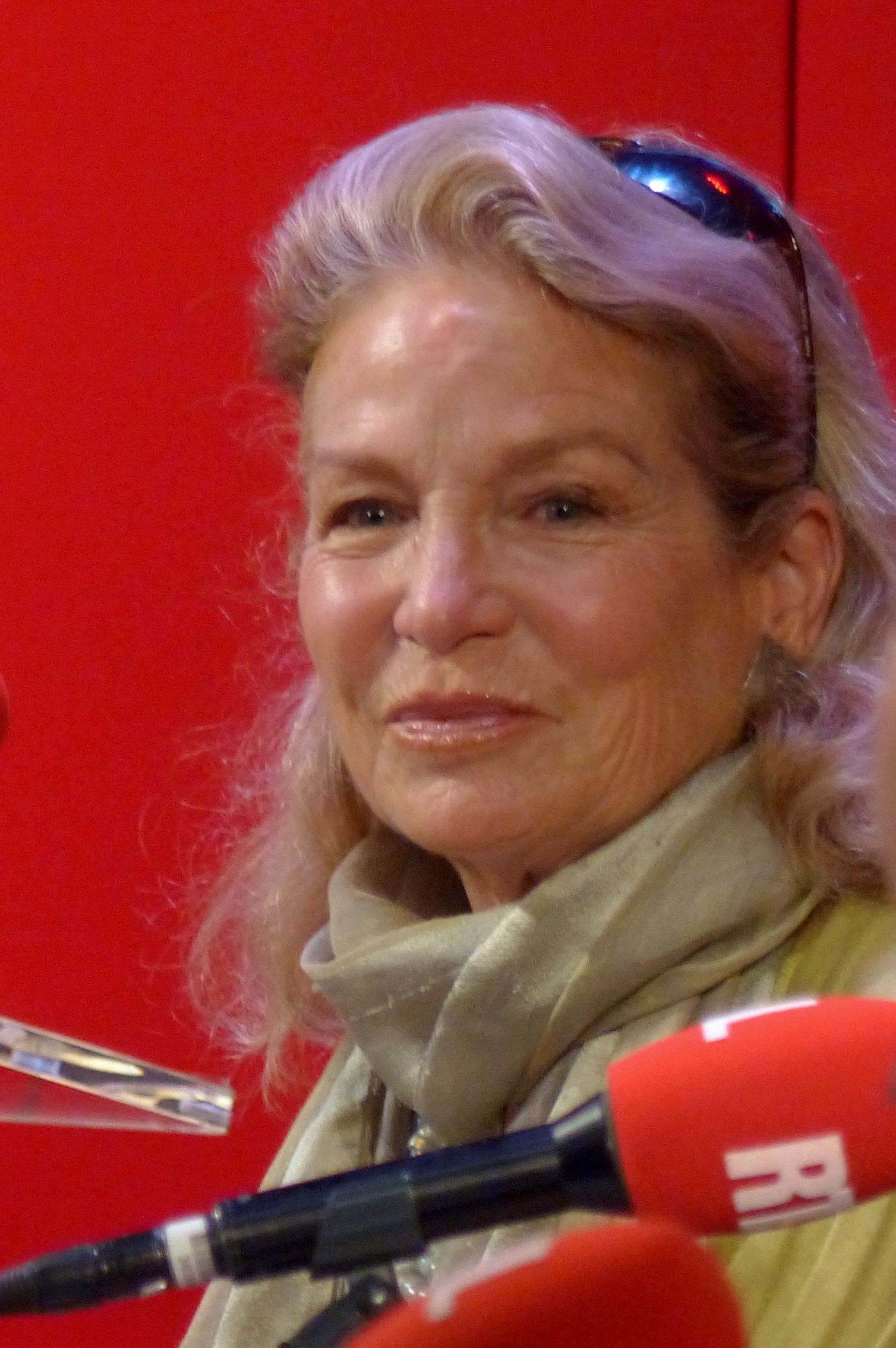
Alexandra Stewart (1939)

- 1939: Alexandra Stewart, kanadische Schauspielerin
- 1940: Horst Glück, deutscher Politiker
- 1940: Helga Neuner, deutsche Schauspielerin
- 1940: Peter Ryan, kanadischer Automobilrennfahrer
- 1941: Mickey Jones, US-amerikanischer Musiker und Schauspieler
- 1941: Jürgen Prochnow, deutscher Schauspieler
- 1941: Dave Walker, australischer Automobilrennfahrer
- 1942: Willy Allemann, Schweizer Fußballspieler
- 1942: Lopo do Nascimento, angolanischer Premierminister

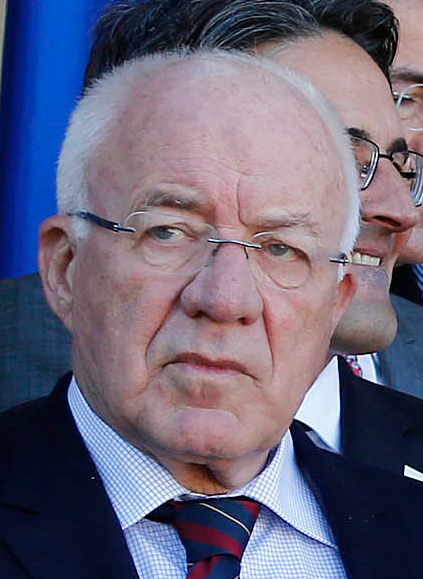
Herwig van Staa (* 1942)

- 1942: Herwig van Staa, österreichischer Politiker, Landeshauptmann von Tirol
- 1943: Peter Kurzeck, deutscher Schriftsteller
- 1943: Alfons Messerschmitt, deutscher Sportschütze
- 1944: Georg Barfuß, deutscher Politiker, Bürgermeister von Lauingen, MdL
- 1944: Jozef Podprocký, slowakischer Komponist
- 1945: Birger Jensen, dänischer Schauspieler
- 1945: Kurt Neumann, deutscher Politiker, MdB, MdA
- 1945: Regula Schmidt-Bott, deutsche Politikerin, MdHB, MdB
- 1946: Norbert Hochreutener, Schweizer Journalist und Politiker
- 1947: Randy Edelman, US-amerikanischer Filmkomponist
- 1948: Brian Adam, schottischer Politiker
- 1948: William L. Ball, US-amerikanischer Politiker
- 1948: Kitty Kino, österreichische Regisseurin
- 1949: Ozan Arif, türkischer Produzent und Sänger
- 1949: Jan Brokken, niederländischer Schriftsteller
- 1950: Jannie Faurschou, dänische Schauspielerin
- 1950: Hans Hugenholtz Junior, niederländischer Automobilrennfahrer und Unternehmer

#### 1951–1975

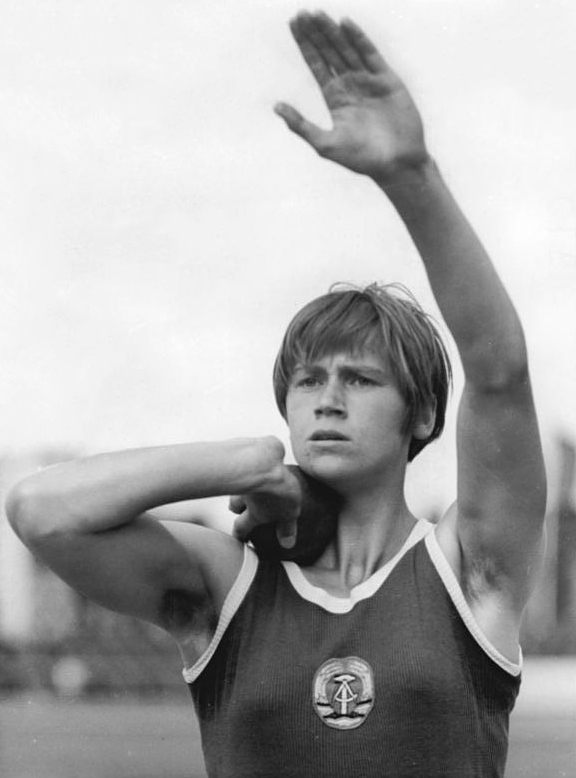
Burglinde Pollak (* 1951)

- 1951: Burglinde Pollak, deutsche Leichtathletin, Olympiamedaillengewinnerin
- 1953: Edith Beleites, deutsche Schriftstellerin
- 1953: John Edwards, US-amerikanischer Politiker, Senator von North Carolina
- 1954: Julio Abreu, paraguayischer Schwimmer
- 1954: Serge Arcuri, kanadischer Komponist

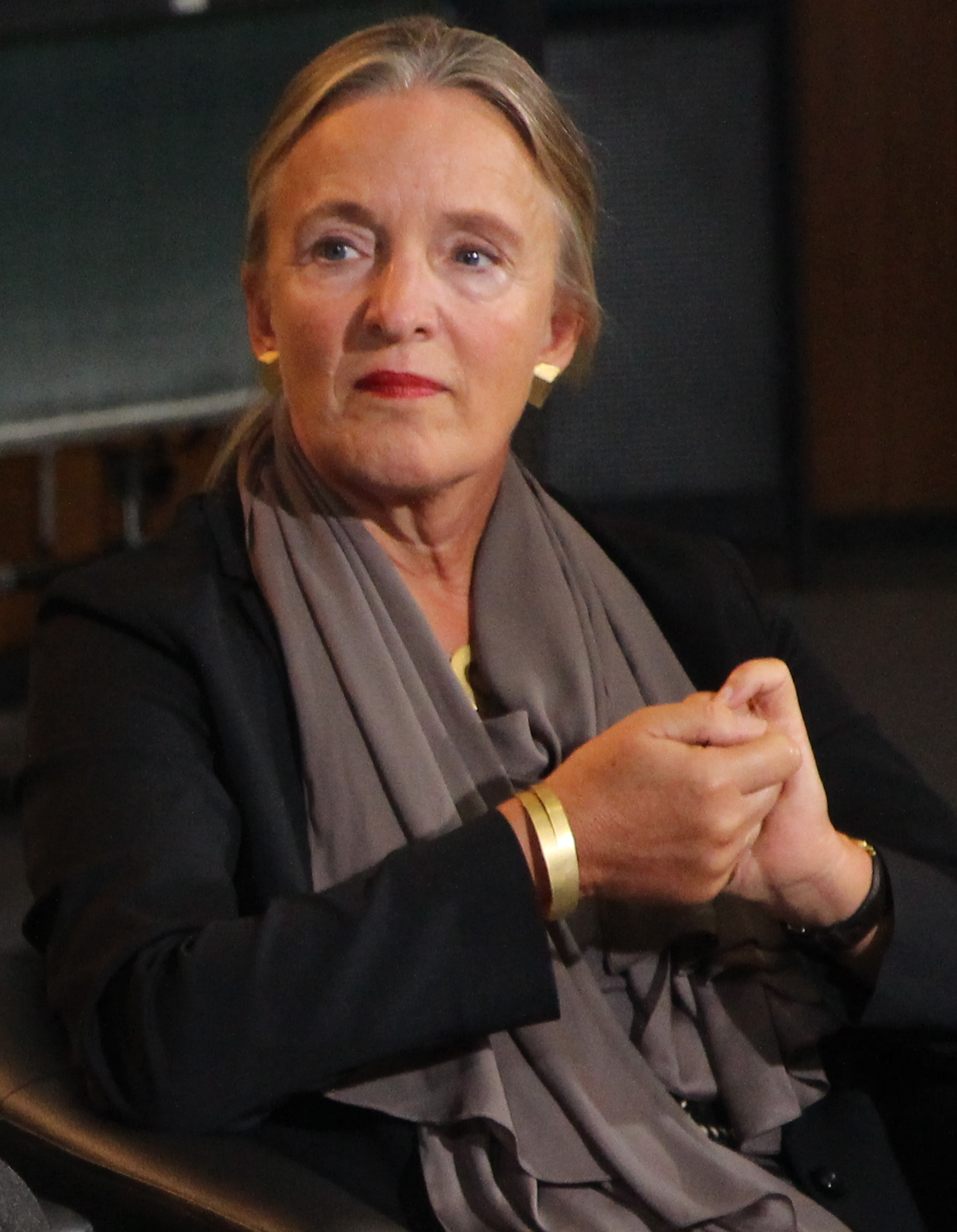
Ute Frevert (* 1954)

- 1954: Ute Frevert, deutsche Historikerin
- 1955: Ian Mitchell, britischer Automobilrennfahrer
- 1955: Kazimierz Pyzik, polnischer Komponist, Kontrabassist und Gambist

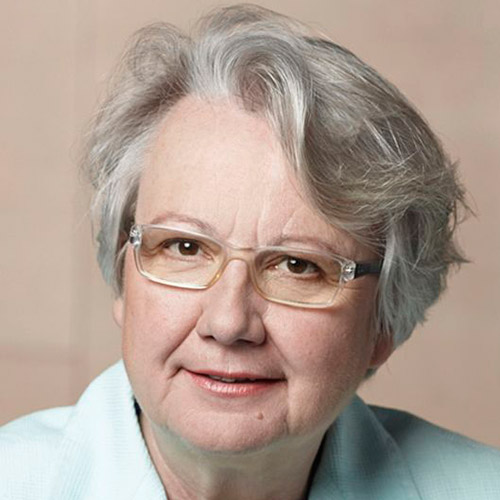
Annette Schavan (* 1955)

- 1955: Annette Schavan, deutsche Politikerin, Bundesministerin
- 1956: Rolandas Paksas, litauischer Politiker, Staatspräsident
- 1956: Peter van Merksteijn sr. niederländischer Automobilrennfahrer
- 1958: Attilio Tesser, italienischer Fußballspieler und -trainer
- 1958: Yū Suzuki, japanischer Spieleentwickler
- 1959: Carlo Ancelotti, italienischer Fußballspieler und -trainer
- 1959: Bernardito Cleopas Auza, philippinischer Erzbischof
- 1959: Rainer Balzer, deutscher Politiker
- 1960: Mark-Anthony Turnage, britischer Komponist
- 1961: Kim Deal, US-amerikanische Musikerin
- 1961: Dietrich Hahne, deutscher Komponist und Medienkünstler
- 1961: Maxi Priest, britischer Reggaesänger und -songwriter
- 1962: Thomas Amper, deutscher Komponist, Musikarrangeur, Musikproduzent, Sänger, Geschäftsführer, Synchronsprecher und Unternehmer
- 1962: Gina Gershon, US-amerikanische Schauspielerin
- 1962: Brigitte Oertli, Schweizer Skirennläuferin
- 1962: Vincent Perez, Schweizer Schauspieler, Regisseur, Drehbuchautor und Filmproduzent
- 1962: Ralf Schumann, deutscher Sportschütze
- 1962: Pascal von Wroblewsky, deutsche Sängerin
- 1963: Brad Henry, US-amerikanischer Politiker
- 1963: Jeanne Tripplehorn, US-amerikanische Schauspielerin
- 1964: Ludger Abeln, deutscher Fernsehmoderator
- 1964: Jürgen Augustinowitz, deutscher Politiker, MdB
- 1964: Stefan von der Beck, deutscher Richter, Ministerialbeamter und politischer Beamter
- 1964: Lutz Büge, deutscher Autor, Redakteur und Blogger
- 1964: Jimmy Chamberlin, US-amerikanischer Schlagzeuger
- 1964: Ben Daniels, britischer Film- und Theaterschauspieler
- 1964: Tony Martin, neuseeländischer Schauspieler, Komiker, Regisseur und Drehbuchautor
- 1964: Christophe Neff, deutsch-französischer Geograph
- 1964: Andrew Niccol, neuseeländischer Drehbuchautor, Regisseur und Produzent
- 1964ː Sabrina Speich, deutsch-italienische Ozeanografin und Klimawissenschaftlerin
- 1964: Gary Wallis, britischer Schlagzeuger, Percussionist, Musikproduzent, Programmierer und Songschreiber

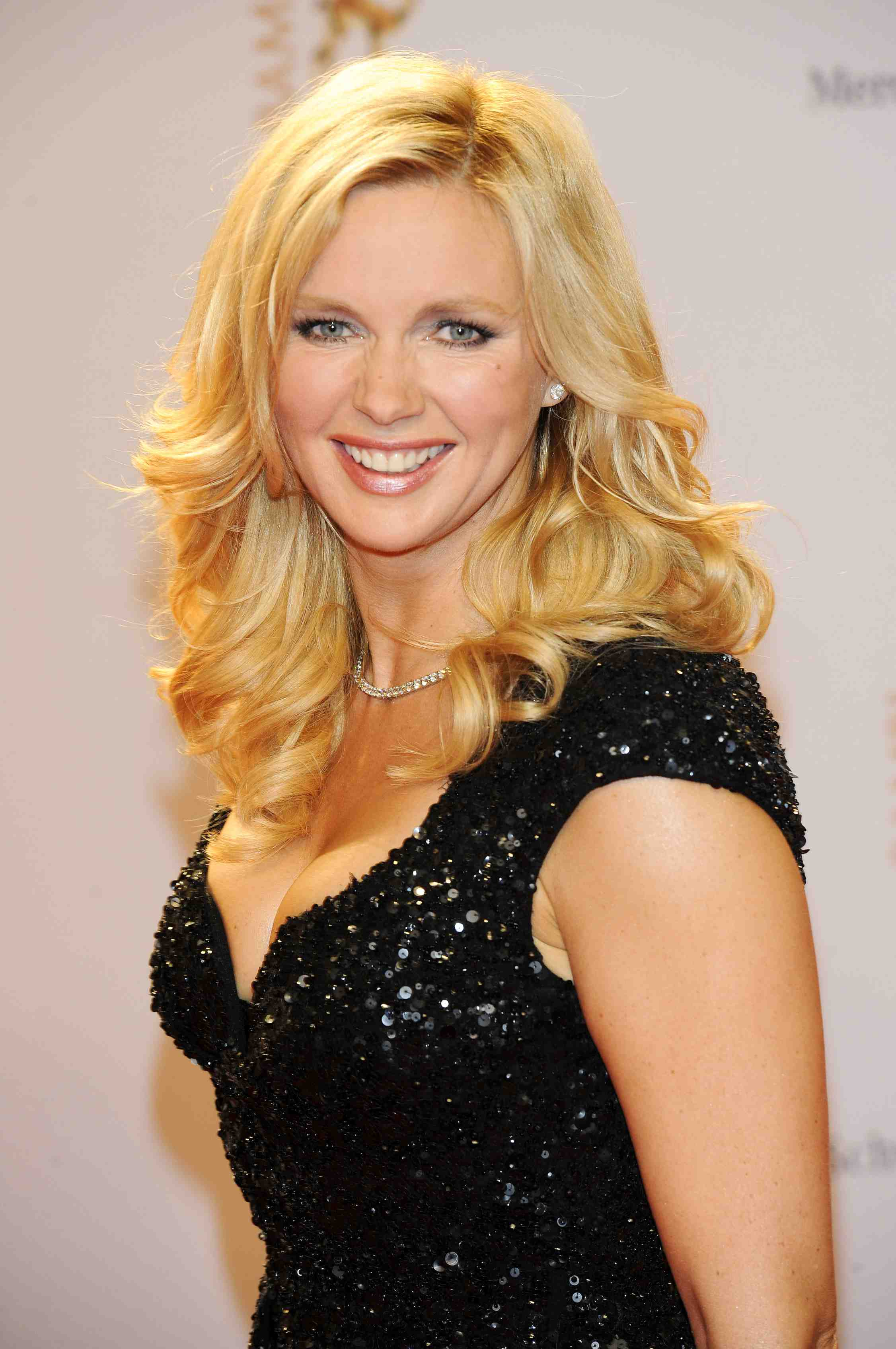
Veronica Ferres (* 1965)

- 1965: Veronica Ferres, deutsche Schauspielerin
- 1965: Elizabeth Hurley, britische Schauspielerin
- 1965: Andrea Kiewel, deutsche Fernsehmoderatorin
- 1966: Stefan Hippe, deutscher Komponist
- 1966: David Platt, englischer Fußballspieler
- 1967: Timo Dierkes, deutscher Schauspieler
- 1967: Ferdy Doernberg, deutscher Sänger/Songwriter, Keyboarder und Gitarrist
- 1967: Charnett Moffett, US-amerikanischer Jazzbassist
- 1967: Katja Weitzenböck, österreichische Schauspielerin
- 1968: The D.O.C., US-amerikanischer Rapper
- 1968: Ananda Sukarlan, indonesischer Pianist
- 1969: Marshall Ledbetter, US-amerikanischer Psychedelic-Enthusiast und Aktivist
- 1969: Andreas Maria Schwaiger, deutscher Schauspieler und Volkswirt
- 1970: Mike Doughty, US-amerikanischer Sänger und Songwriter
- 1971: Joel Hailey, US-amerikanischer Sänger
- 1971: Bobby Jindal, US-amerikanischer Politiker
- 1972: Denis Amici, san-marinesischer Politiker
- 1972: Stephan Lucas, deutscher Rechtsanwalt und TV-Darsteller
- 1973: Faith Evans, US-amerikanische Sängerin und Schauspielerin
- 1973: Damian Kallabis, deutscher Leichtathlet
- 1973: Beno Lapajne, slowenischer Handballspieler
- 1974: Dustin Lance Black, US-amerikanischer Drehbuchautor
- 1974: Anders Buchardt, norwegischer Unternehmer und Automobilrennfahrer
- 1974: Mohamed Emara, ägyptischer Fußballspieler
- 1974: Michael Friemel, deutscher Fernseh- und Radiomoderator
- 1975: Risto Jussilainen, finnischer Skispringer
- 1975: Marius Ruhland, deutscher Filmkomponist

#### 1976–2000
- 1976: Markus Brodbeck, deutscher Handballtorwart und -trainer
- 1976: Georg Friedrich Prinz von Preußen, deutscher Adeliger, Oberhaupt des Hauses Hohenzollern
- 1977: Özgür Karadeniz, deutscher Schauspieler
- 1978: Shane West, US-amerikanischer Schauspieler und Musiker
- 1978: DJ Qualls, US-amerikanischer Filmschauspieler
- 1979: Hasse Pavia Lind, dänischer Bogenschütze
- 1980: Martin Sichert, deutscher Politiker
- 1980: Nicole Söder, deutsche Fußballspielerin
- 1981: Alejandro Damián Domínguez, argentinischer Fußballspieler
- 1981: Andrei Sergejewitsch Jepischin, russischer Leichtathlet
- 1982: Massimo Bonanni, italienischer Fußballspieler
- 1982: Steve Guerdat, Schweizer Springreiter
- 1982: Alexander Kit, russischer Bildhauer

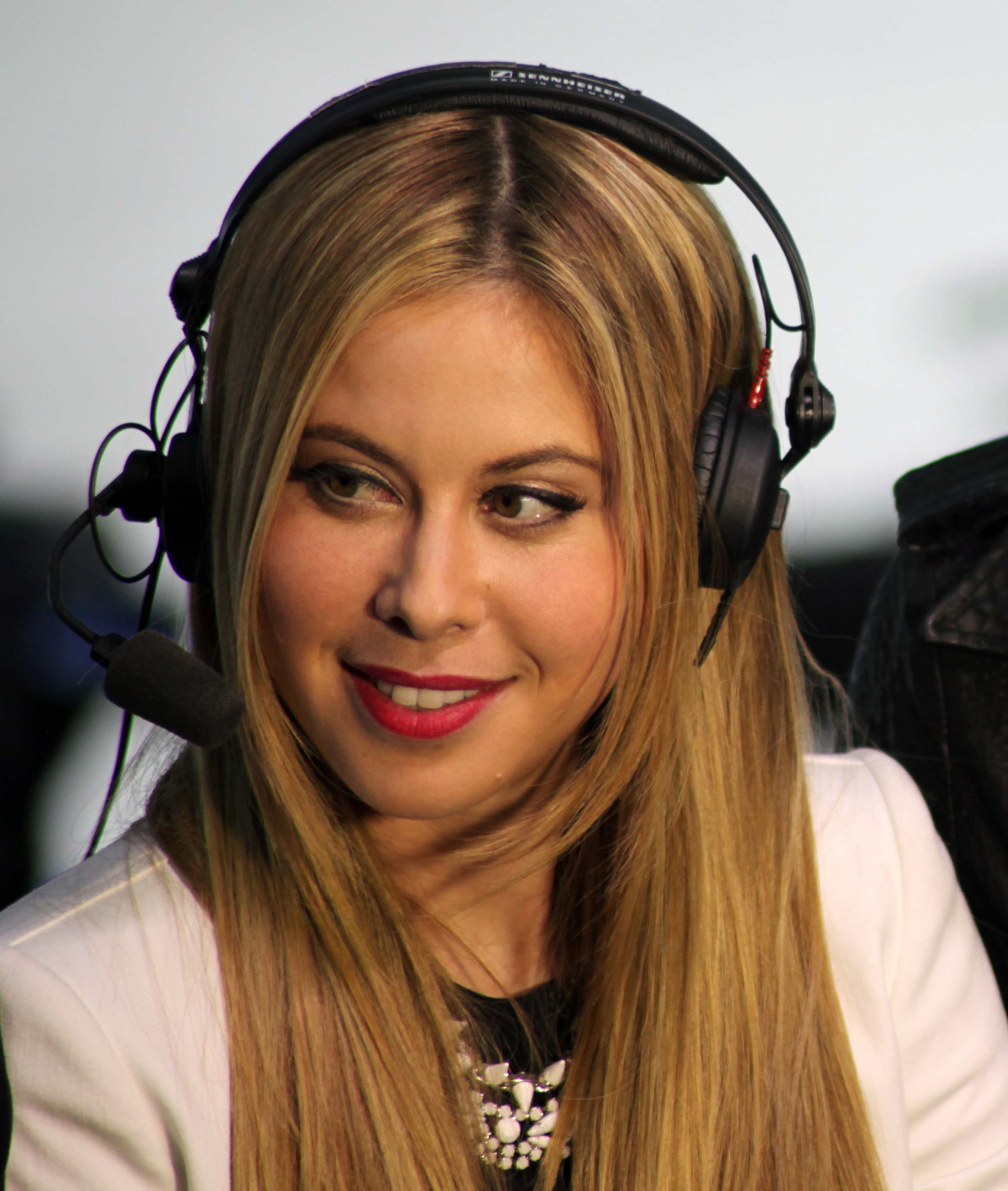
Tara Lipinski (1982*)

- 1982: Tara Lipinski, US-amerikanische Eiskunstläuferin

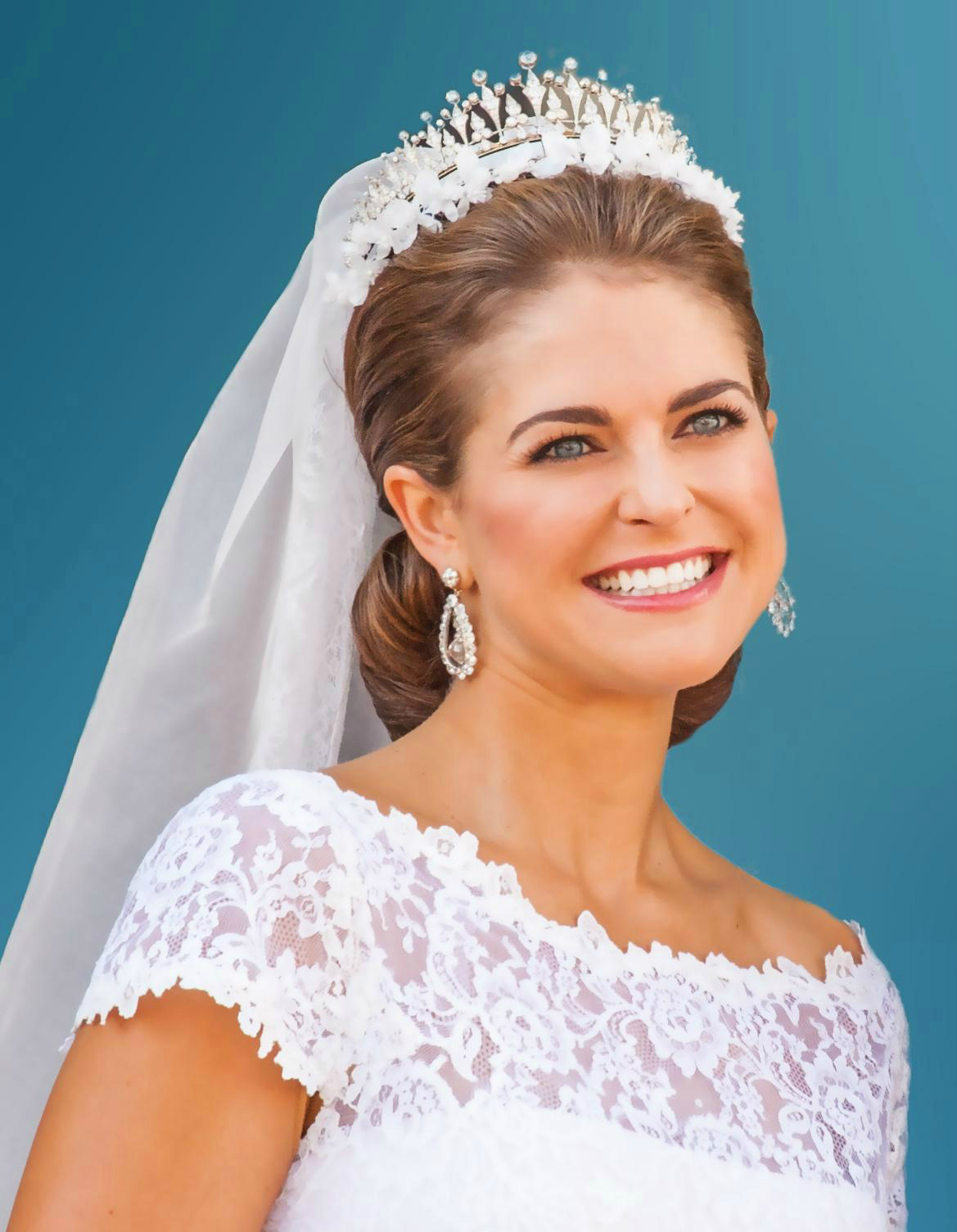
Madeleine von Schweden (* 1982)

- 1982: Madeleine von Schweden, schwedische Prinzessin
- 1983: Tony Angiboust, französischer Curler
- 1983: Steve von Bergen, Schweizer Fußballspieler
- 1983: Kees Kwakman, niederländischer Fußballspieler
- 1983: Leelee Sobieski, US-amerikanische Schauspielerin
- 1984: Amir Amini, iranischer Basketballspieler
- 1984: Anthoula Mylonaki, griechische Wasserballspielerin
- 1985: Celina Jade, chinesisch-US-amerikanische Schauspielerin und Model
- 1985: Andy Schleck, luxemburgischer Straßenradfahrer
- 1985: Vasilios Torosidis, griechischer Fußballspieler
- 1986: Marco Andreolli, italienischer Fußballspieler

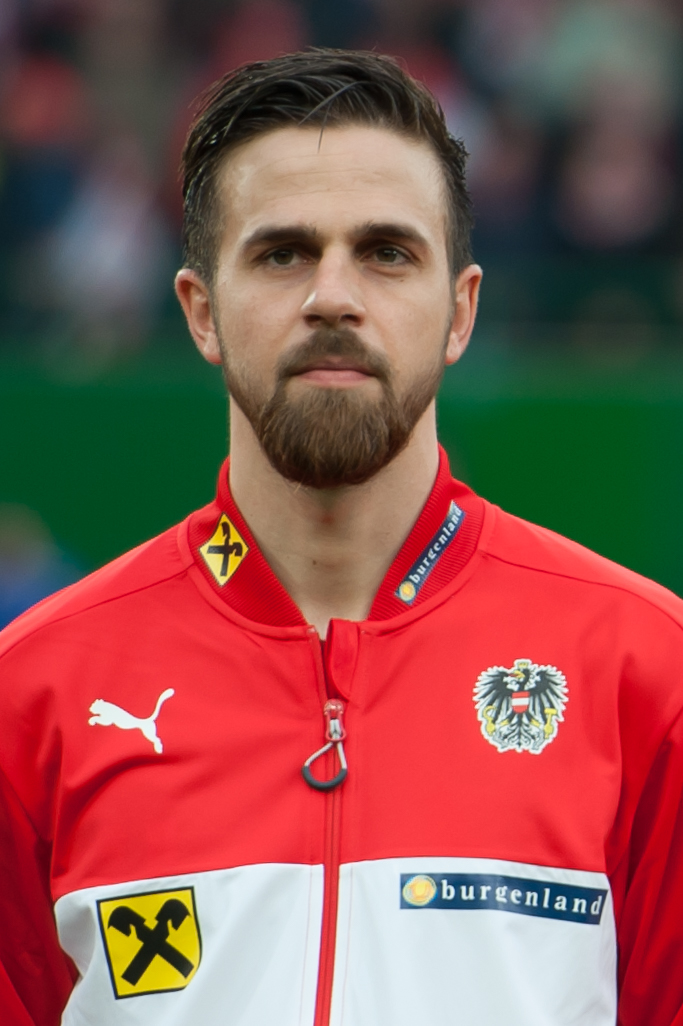
Martin Harnik (* 1987)

- 1987: Martin Harnik, österreichischer Fußballspieler
- 1987: Kjell Köpke, deutscher Handballspieler
- 1987: Jana Krause, deutsche Handballspielerin
- 1987: Mantas Kuklys, litauischer Fußballspieler
- 1987: Emil Schwarz, deutscher Schauspieler
- 1987: Tinchy Stryder, britischer Grime-Musiker
- 1988: Melanie Müller, deutsche Reality-TV-Darstellerin und Schlagersängerin
- 1988: Dimitri Stapfer, Schweizer Schauspieler
- 1988: Jagoš Vuković, serbischer Fußballspieler
- 1989: Joel Corry, britischer Musikproduzent, DJ und Fitnesstrainer
- 1989: Adrien de Leener, belgischer Automobilrennfahrer
- 1989: Alexandra Stan, rumänische House-Sängerin
- 1990: Jane Chirwa, deutsche Schauspielerin
- 1991: Krisztián Simon, ungarischer Fußballspieler
- 1991: Pol Espargaró, spanischer Motorradrennfahrer
- 1992: Kate Upton, US-amerikanisches Model
- 1993: Percelle Ascott, britischer Schauspieler
- 1994: Justin Jesso, US-amerikanischer Sänger
- 1996: Eric Granado, brasilianischer Motorradrennfahrer
- 1997: Cheung Ka Long, Hongkonger Florettfechter
- 1997: Dylan Pereira, Luxemburger Automobilrennfahrer
- 1998: Anna Bachmann, deutsche Schauspielerin
- 1998: Yannic Eilers, deutscher Schauspieler
- 1998: Nikita Schleicher, russischer Wasserspringer

- 1999: Blanche, belgische Sängerin

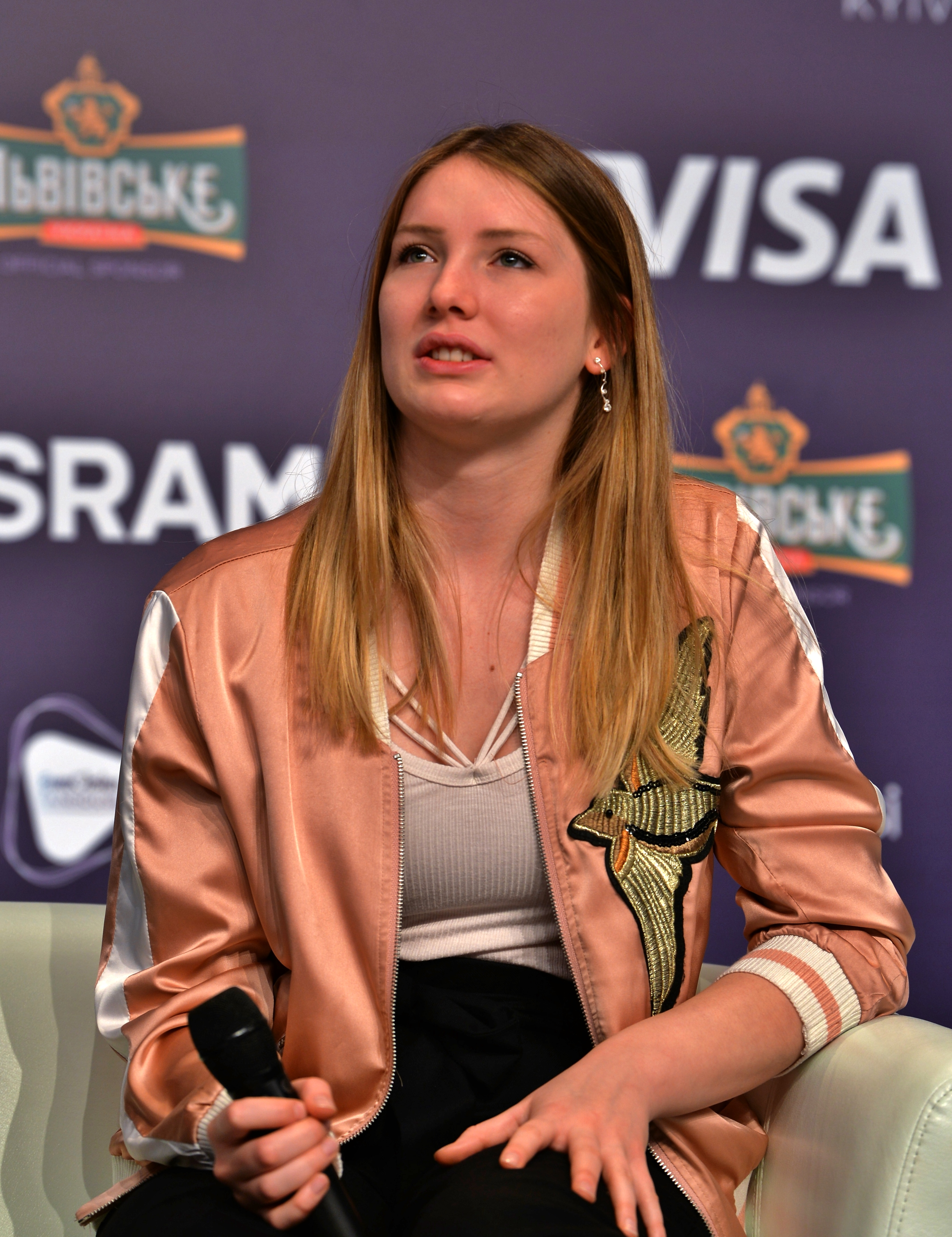
Blanche (* 1999)

- 1999: Karalo Maibuca, tuvaluischer Leichtathlet
- 1999: Marit Øygard, norwegische Biathletin

## Gestorben

### Vor dem 16. Jahrhundert
- 0323 v. Chr.: Alexander der Große, makedonischer König
- 0038: Drusilla, Schwester des römischen Kaisers Caligula

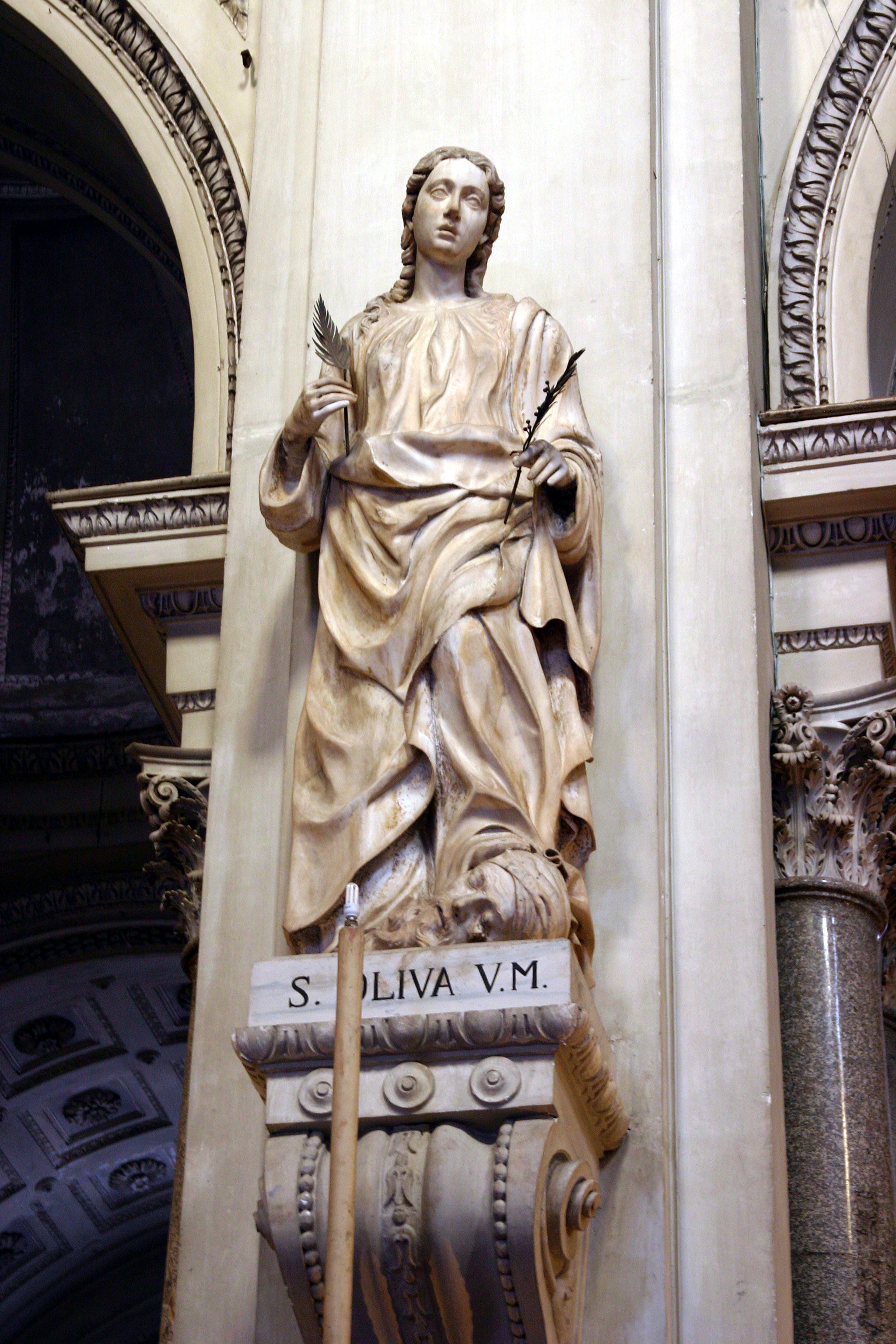
Oliva von Palermo († 463)

- 0463: Oliva von Palermo, Heilige der Katholischen Kirche und Schutzheilige von Palermo
- 0754: Abu l-Abbas as-Saffah, erster Kalif der Abbasiden
- 1075: Ernst der Tapfere, Markgraf von Österreich
- 1141: Richenza von Northeim, deutsche Kaiserin
- 1155: Sigurd Munn, norwegischer König

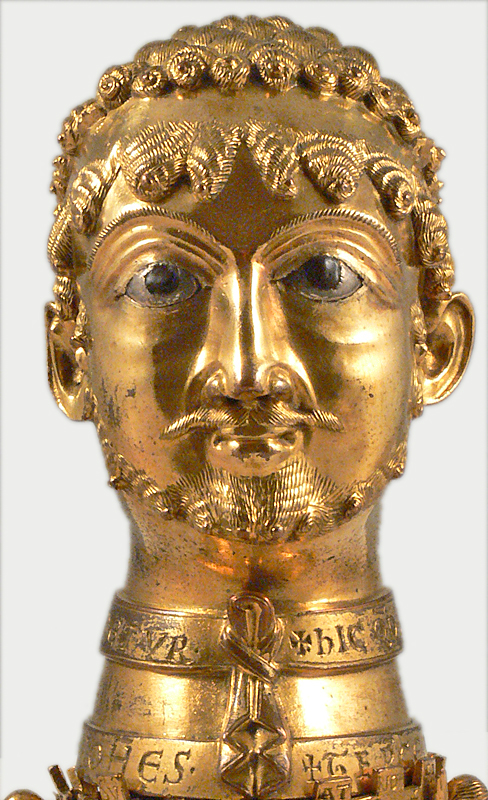
Friedrich I. Barbarossa († 1190)

- 1190: Friedrich I. „Barbarossa“, römisch-deutscher Kaiser der Staufer und Kreuzfahrer
- 1236: Diana Andalò, Dominikanerin
- 1247: Rodrigo Jiménez de Rada, Kleriker, Feldherr und Historiker, Erzbischof von Toledo und Primas von Spanien
- 1261: Mathilde von Brandenburg, Herzogin von Braunschweig-Lüneburg
- 1272: Berchtold von Falkenstein, Abt des Benediktinerklosters St. Gallen
- 1315: Heinrich von Bozen, Tiroler Arbeiter, Seliger der katholischen Kirche und Stadtpatron von Bozen
- 1348: Gozzio Battaglia, Kardinal der Römischen Kirche
- 1358: Guillaume Caillet, mittelständischer Bauer und Anführer der ersten offenen Revolte der Bauernschaft gegen die adlige Grundherrschaft der französischen Geschichte
- 1389: Bonaventura Badoardo de Peraga, Kardinal der katholischen Kirche und Generalprior der Augustiner-Eremiten
- 1403: Konrad II., Herzog von Oels
- 1419: Giovanni Dominici, italienischer Dominikaner, Theologe, Ordensreformer, Kardinal und Erzbischof von Dubrovnik
- 1424: Ernst der Eiserne, Herzog von Österreich
- 1439: Joseph II., Patriarch von Konstantinopel
- 1442: Bertha von Sayn, von 1399 bis 1442 Äbtissin des Frauenstiftes Kaufungen
- 1457: Franz Kuhschmalz, Bischof in Breslau und Fürstbischof von Ermland

### 16. bis 18. Jahrhundert
- 1525: Florian Geyer, deutscher Ritter, Diplomat und Bauernführer im deutschen Bauernkrieg 1525

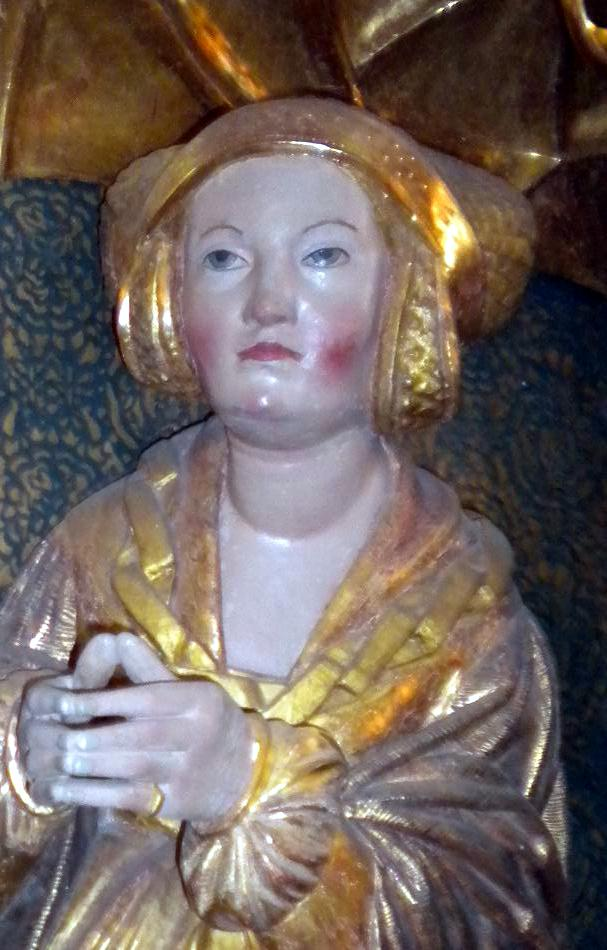
Elisabeth von Dänemark, Norwegen und Schweden († 1555)

- 1555: Elisabeth von Dänemark, Norwegen und Schweden, Kurfürstin von Brandenburg
- 1556: Martin Agricola, deutscher Musiktheoretiker, Musikpädagoge und Komponist
- 1572: Heinrich II. Reuß (jüngere Linie), Herr zu Gera, Lobenstein und Ober-Kranichfeld
- 1575: Valentin Thau, deutscher Mathematiker, Astronom und Jurist
- 1580: Luís de Camões, portugiesischer Nationaldichter
- 1580: Christoph Felgenhauer, Stammvater der Familie von Felgenhauer
- 1584: François-Hercule de Valois, Herzog von Alençon jüngster Sohn des französischen Königs Heinrich II.
- 1588: Valentin Weigel, deutscher mystischer Schriftsteller
- 1590: François du Plessis de Richelieu, französischer Diplomat
- 1642: Franz Albrecht von Sachsen-Lauenburg, deutscher Feldherr im Dreißigjährigen Krieg
- 1652: Johann Bernhard zur Lippe-Detmold, Landesherr der Grafschaft Lippe-Detmold
- 1654: Alessandro Algardi, italienischer Bildhauer und Baumeister
- 1669: Konrad Post, evangelischer Geistlicher
- 1687: Ferdinand Maximilian, Graf von Rietberg
- 1698: Gerrit Adriaenszoon Berckheyde, niederländischer Maler
- 1702: Christoph Gottfried von Murach, Pfleger im Kurfürstentum Bayern auf Obermurach (* 1656)
- 1705: Michael Wigglesworth, US-amerikanischer Theologe, Prediger und Dichter

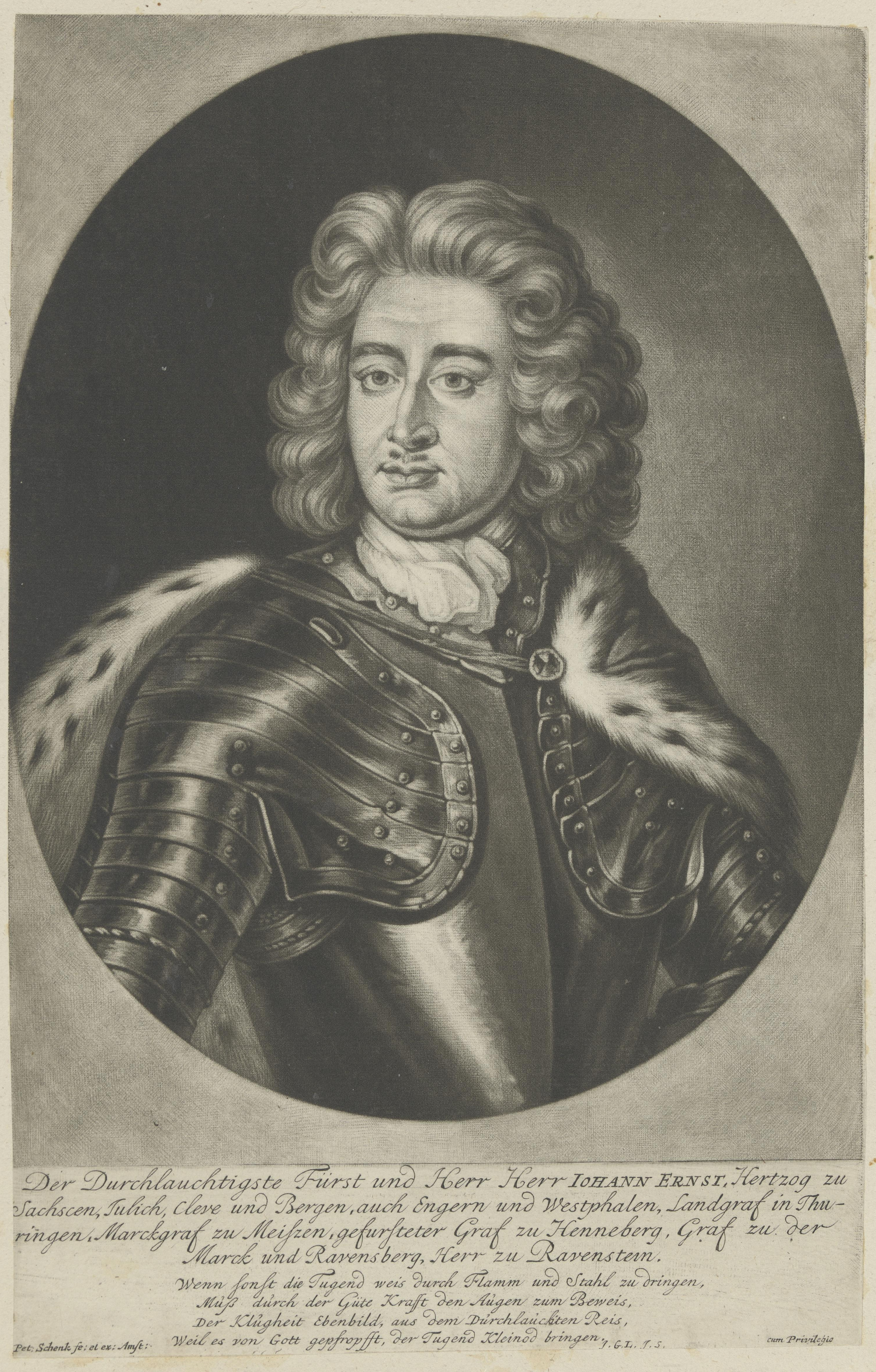
Johann Ernst III. († 1707)

- 1707: Johann Ernst III., Herzog von Sachsen-Weimar
- 1708: Friedrich von Ahlefeldt, Herr der Herrschaften Rixingen (Réchicourt), Langeland, General und Statthalter
- 1711: Heinrich X., Graf Reuß jüngere Linie, Stifter der Linie Reuß-Ebersdorf
- 1711: Johannes Munnicks, niederländischer Mediziner
- 1712: Christian Franz Paullini, deutscher Arzt, Universalgelehrter und Schriftsteller in deutscher und lateinischer Sprache
- 1724: Ernst Wladislaus von Dönhoff, preußischer Generalleutnant
- 1736: Sebastian Edzardus, deutscher Philosoph, lutherischer Streittheologe und Missionar
- 1749: Rip Van Dam, kommissarischer britischer Gouverneur der Provinz New York
- 1751: Hieronymus Cristani von Rall, Salzburger Hofkanzler
- 1757: Benedikt von Ahlefeldt, Gutsherr der holsteinischen Güter Jersbek und Stegen
- 1757: Christoph Treutmann, deutscher Orgelbauer
- 1759: Ludwig Friedrich, Prinz von Sachsen-Hildburghausen
- 1767: Alexander Theodor von Oliva, Bürgermeister der Reichsstadt Aachen
- 1776: Hsinbyushin, Herrscher des Königreichs Ava im heutigen Myanmar aus der Konbaung-Dynastie
- 1777: Johann Gerhard Hasenkamp, deutscher protestantischer Pädagoge
- 1791: Toussaint-Guillaume Picquet de la Motte, französischer Admiral
- 1793: Louis Augustin d’Affry, Schweizer Militär
- 1800: Johann Abraham Peter Schulz, deutscher Musiker und Komponist

### 19. Jahrhundert
- 1804: Johann Stephan Heeren, deutscher Orgelbauer
- 1806: Peter Villaume, deutscher Theologe und Pädagoge

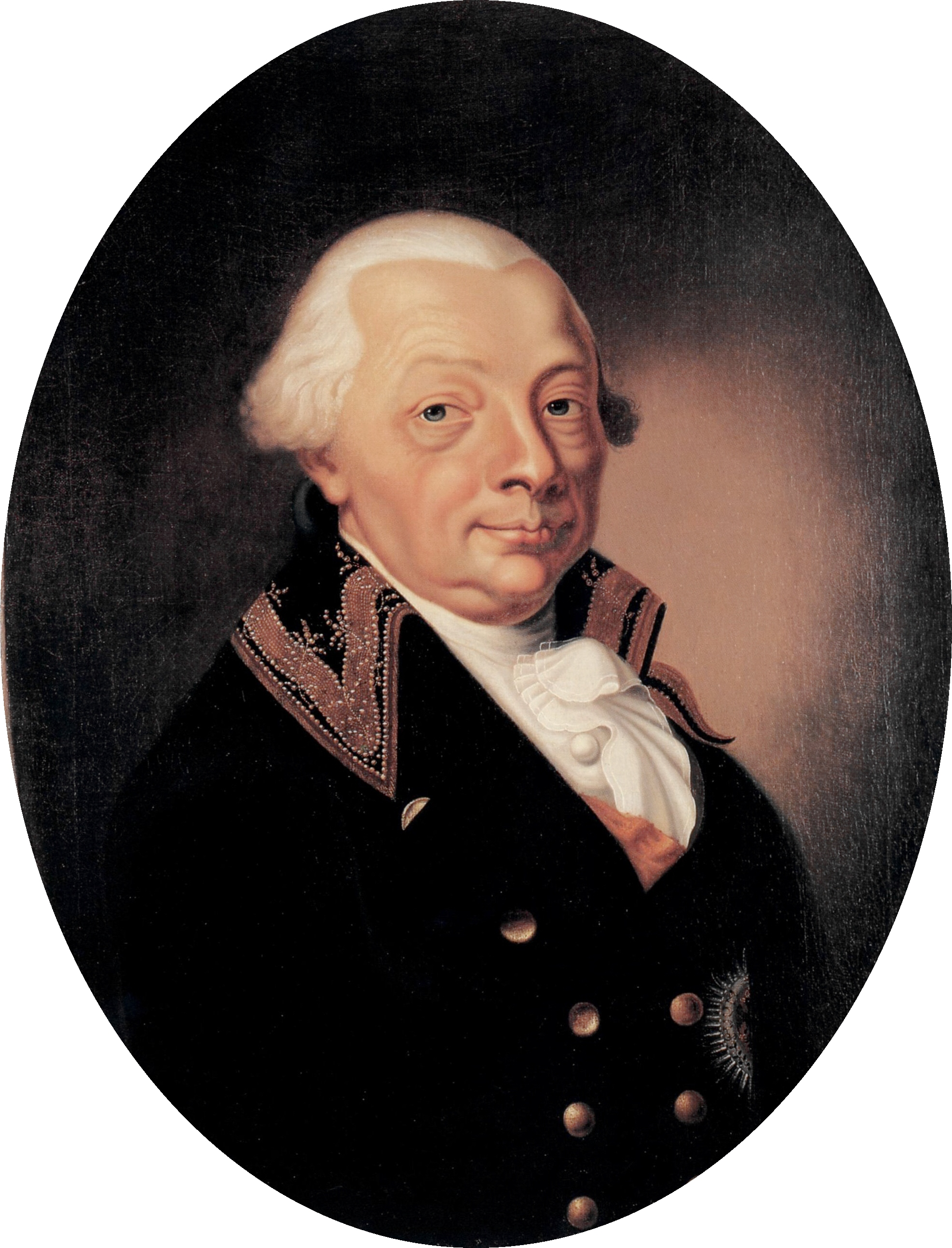
Karl Friedrich von Baden († 1811)

- 1811: Karl Friedrich, Markgraf von Baden, Kurfürst, Großherzog von Baden
- 1824: Johann Kaspar Coqui, deutscher Fabrikant und Kommunalpolitiker in Magdeburg
- 1831: Hans Karl von Diebitsch-Sabalkanski, russischer Feldmarschall
- 1831: Nathaniel Pryor, US-amerikanischer Entdecker
- 1836: André-Marie Ampère, französischer Physiker und Mathematiker
- 1840: Konrad Melsbach, preußischer Landrat
- 1849: Alois von Beckh-Widmanstätten, österreichischer Drucker
- 1849: Thomas Robert Bugeaud de la Piconnerie, französischer General und Marschall von Frankreich
- 1857: Friedrich Wilhelm Wagner, deutscher Altphilologe
- 1858: Robert Brown, britischer Botaniker aus Schottland
- 1858: Karl Mager, deutscher Schulpädagoge und Schulpolitiker
- 1865: Ulrik Anton Motzfeldt, norwegischer Jurist und Politiker
- 1867: Ludwig Vieli, Schweizer Jurist und Politiker
- 1876: Julius Heinrich Petermann, deutscher Orientalist
- 1877: August Tholuck, deutscher protestantischer Theologe
- 1883: Atto Vannucci, italienischer Geschichtsschreiber und Professor
- 1894: Federico de Madrazo y Kuntz, spanischer Maler und Lithograf
- 1899: Ernest Chausson, französischer Komponist

### 20. Jahrhundert

#### 1901–1950

Auguste Schmidt († 1902)

- 1902: Auguste Schmidt, deutsche Lehrerin und Schriftstellerin, Mitgründerin der deutschen Frauenbewegung
- 1903: Luigi Cremona, italienischer Mathematiker und Politiker
- 1904: Carl Weitbrecht, deutscher Dichter und Literaturhistoriker
- 1906: Richard Seddon, Premierminister von Neuseeland
- 1911: Adolf von Wilbrandt, deutscher Schriftsteller, Direktor des Burgtheaters in Wien
- 1912: Anton Aškerc, slowenischer Dichter und Priester
- 1914: Ödön Lechner, ungarischer Architekt des Jugendstils
- 1918: Arrigo Boito, italienischer Schriftsteller und Komponist
- 1918: Richard Voß, deutscher Schriftsteller
- 1919: Peter Rosenberg, lettischer Pastor und evangelischer Bekenner
- 1923: Pierre Loti, französischer Marineoffizier und Schriftsteller
- 1924: Louis W. Emerson, US-amerikanischer Politiker
- 1924: Giacomo Matteotti, italienischer Politiker
- 1926: Antoni Gaudí, spanischer Architekt
- 1926: Isidor Klimont, österreichischer Chemiker und Hochschullehrer
- 1927: Wilhelm Bode, deutscher Pfarrer und Pionier des Genossenschaftswesens, Heidepastor der Lüneburger Heide
- 1927: Paul Werner, deutscher Kommunalpolitiker
- 1929: Cecil Ashby, britischer Motorradrennfahrer

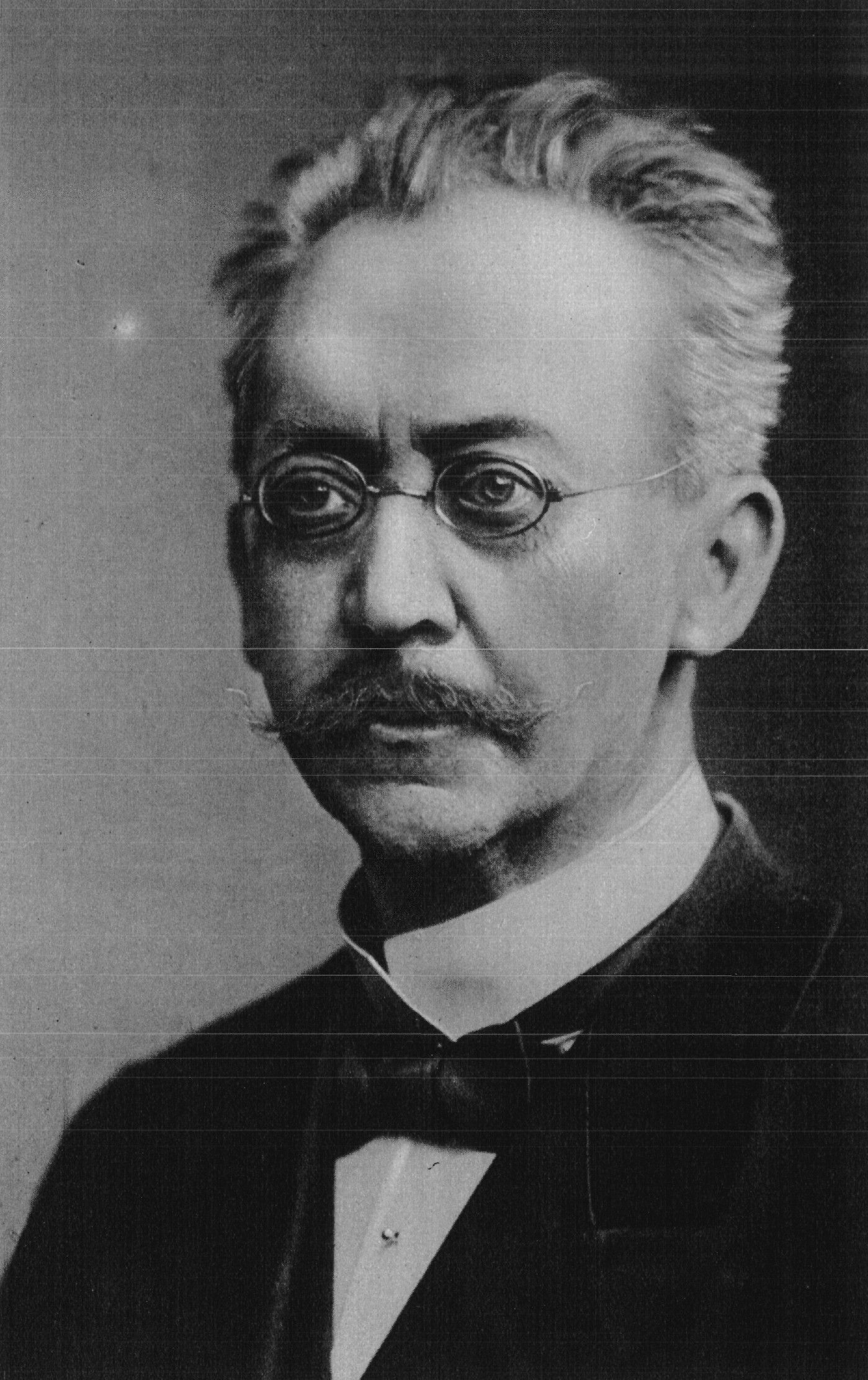
Adolf von Harnack († 1930)

- 1930: Adolf von Harnack, deutscher protestantischer Theologe und Kirchenhistoriker
- 1933: Georg von Struve, deutscher Astronom
- 1934: Frederick Delius, britischer Komponist
- 1934: Georg Groddeck, deutscher Arzt und Schriftsteller, Wegbereiter der Psychosomatik
- 1935: Fausta Labia, italienische Opernsängerin
- 1936: Marcel Chailley, französischer Geiger und Musikpädagoge
- 1937: Woldemar Lippert, deutscher Archivar und Historiker
- 1940: Marcus Garvey, jamaikanischer Nationalheld
- 1942: Gustav Gull, Schweizer Architekt
- 1942: Irene Jerusalem, österreichische Lehrerin, Holocaustopfer
- 1943: Abd al-Aziz, Sultan der Alawiden in Marokko
- 1944: Christa Winsloe, deutsch-ungarische Schriftstellerin, Drehbuchautorin und Dramatikerin
- 1948: Philippa Fawcett, britische Mathematikerin und Schulreformerin
- 1948: David Marcus, US-amerikanisch-israelischer Offizier, erster Brigadegeneral der israelischen Armee
- 1949: Carl Vaugoin, österreichischer Politiker

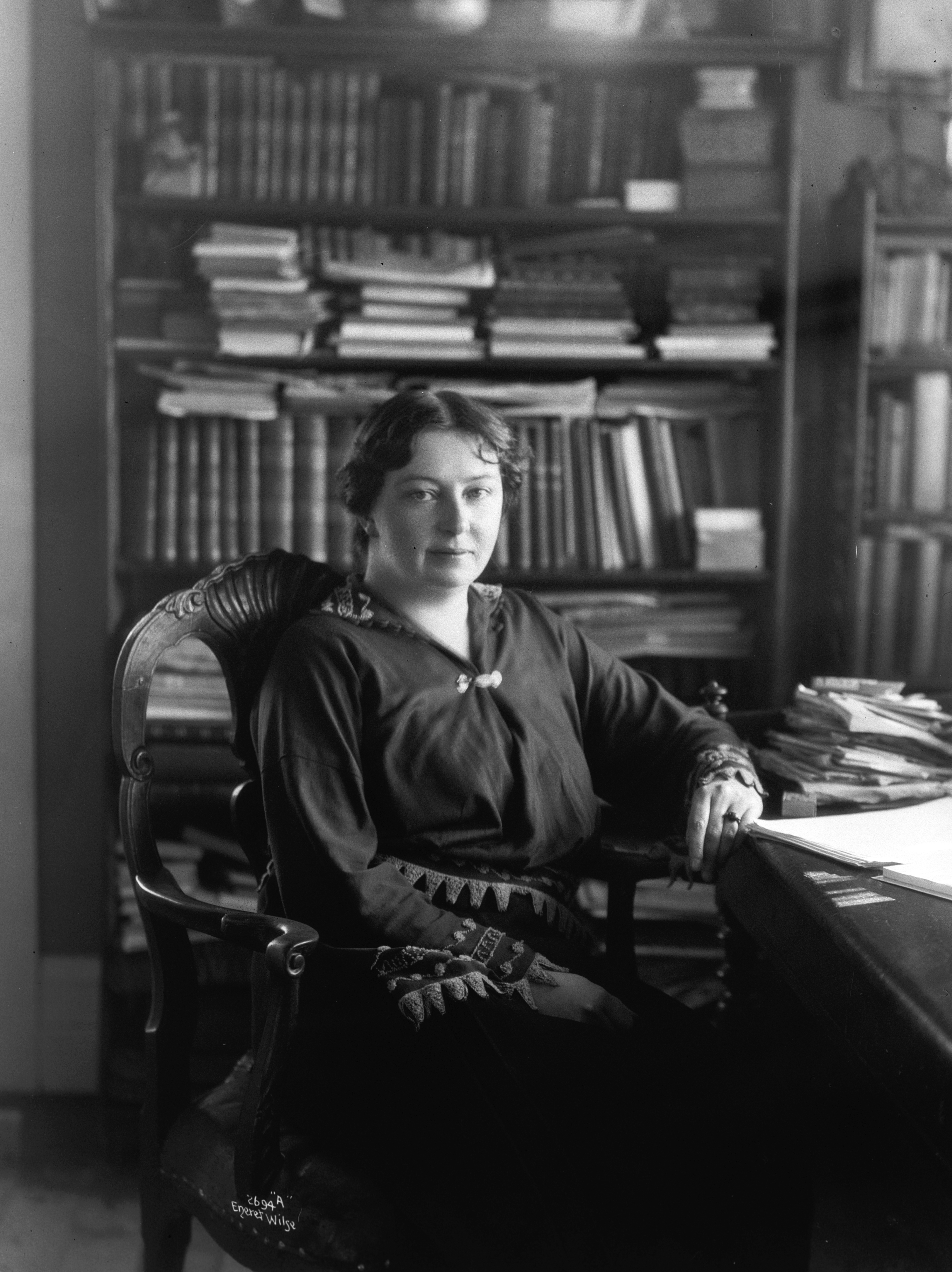
Sigrid Undset († 1949)

- 1949: Sigrid Undset, norwegische Romanautorin, Novellistin und Essayistin, Trägerin des Literaturnobelpreises
- 1950: Edward Asahel Birge, US-amerikanischer Zoologe

#### 1951–2000

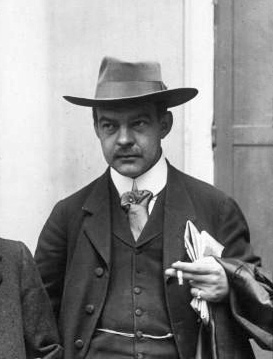
Jean-Jacques Waltz († 1951)

- 1951: Jean-Jacques Waltz, deutsch-französischer Grafiker und Heimatforscher aus dem Elsass
- 1953: Grzegorz Fitelberg, polnischer Komponist und Dirigent
- 1954: Charles Francis Adams III., US-amerikanischer Politiker und Marineminister
- 1954: Mathilde Paravicini, Schweizer Humanistin

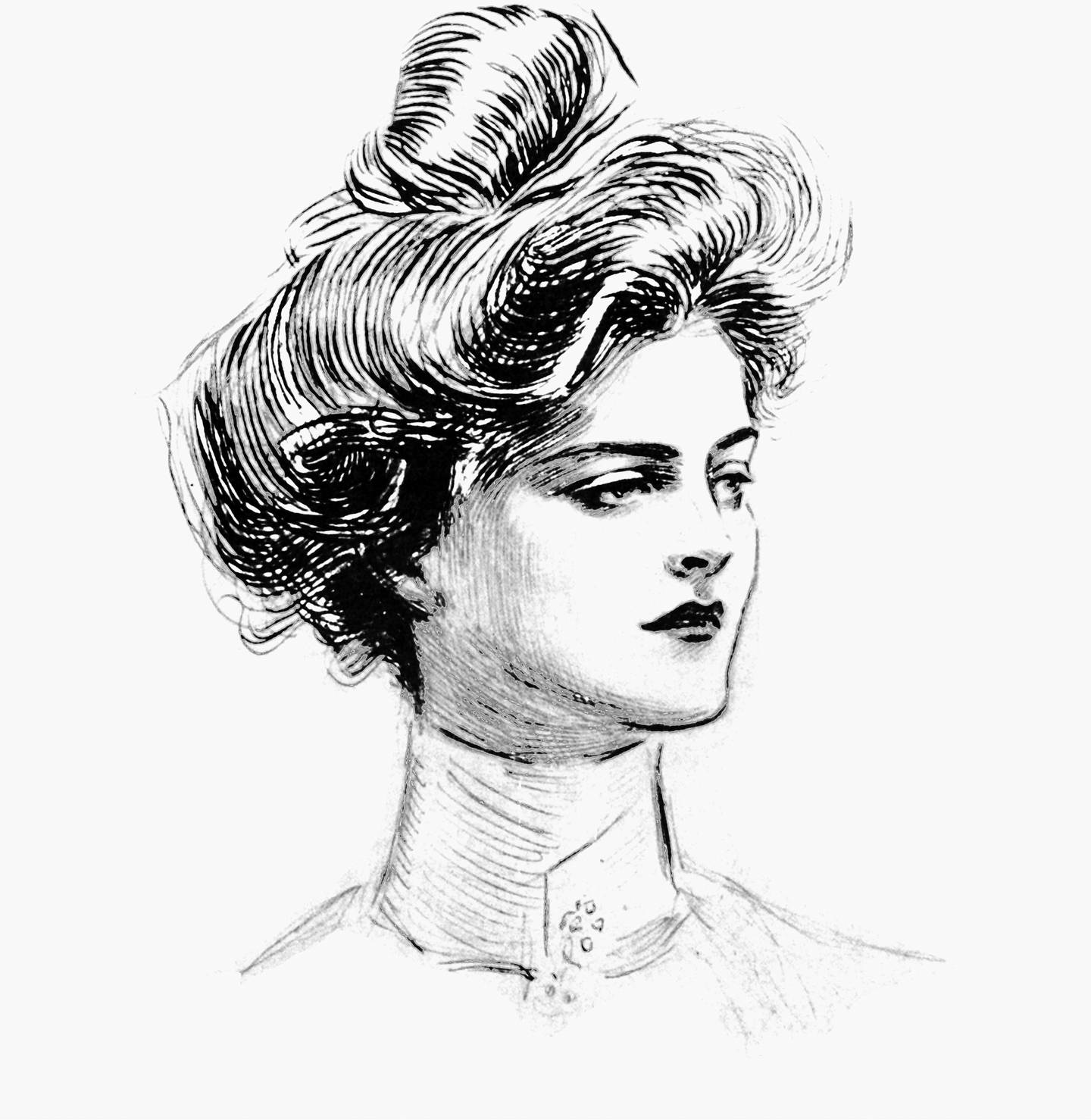
Margaret Abbott († 1955)

- 1955: Margaret Ives Abbott, US-amerikanische Golfspielerin und Olympiasiegerin
- 1956: Fritz Dirtl, österreichischer Motorrad-Rennfahrer
- 1962: Rudolf Hermann, deutscher Theologe und Religionsphilosoph
- 1965: Georg Misch, deutscher Philosoph
- 1965: Max Rychner, Schweizer Schriftsteller und Literaturkritiker
- 1967: Spencer Tracy, US-amerikanischer Filmschauspieler
- 1970: James Donald Barnes, britischer Automobilrennfahrer
- 1971: Michael Rennie, britischer Schauspieler
- 1971: Otto Heinrich Schindewolf, deutscher Paläontologe
- 1973: William Inge, US-amerikanischer Dramatiker
- 1973: Erich von Manstein, deutscher Generalfeldmarschall, Kriegsverbrecher
- 1976: Robert Bach, deutscher Politiker, MdB
- 1976: William John Patterson, kanadischer Politiker
- 1979: Anton Rosen, deutscher Lehrer und Heimatforscher
- 1980: Gerhard Jacobi, deutscher Brigadegeneral
- 1981: Georg Abeler, deutscher Goldschmiedemeister, Uhrmacher und Gründer des Wuppertaler Uhrenmuseums
- 1982: Gala Éluard Dalí, russisch-spanische Künstlermuse, Ehefrau von Paul Éluard und Salvador Dalí

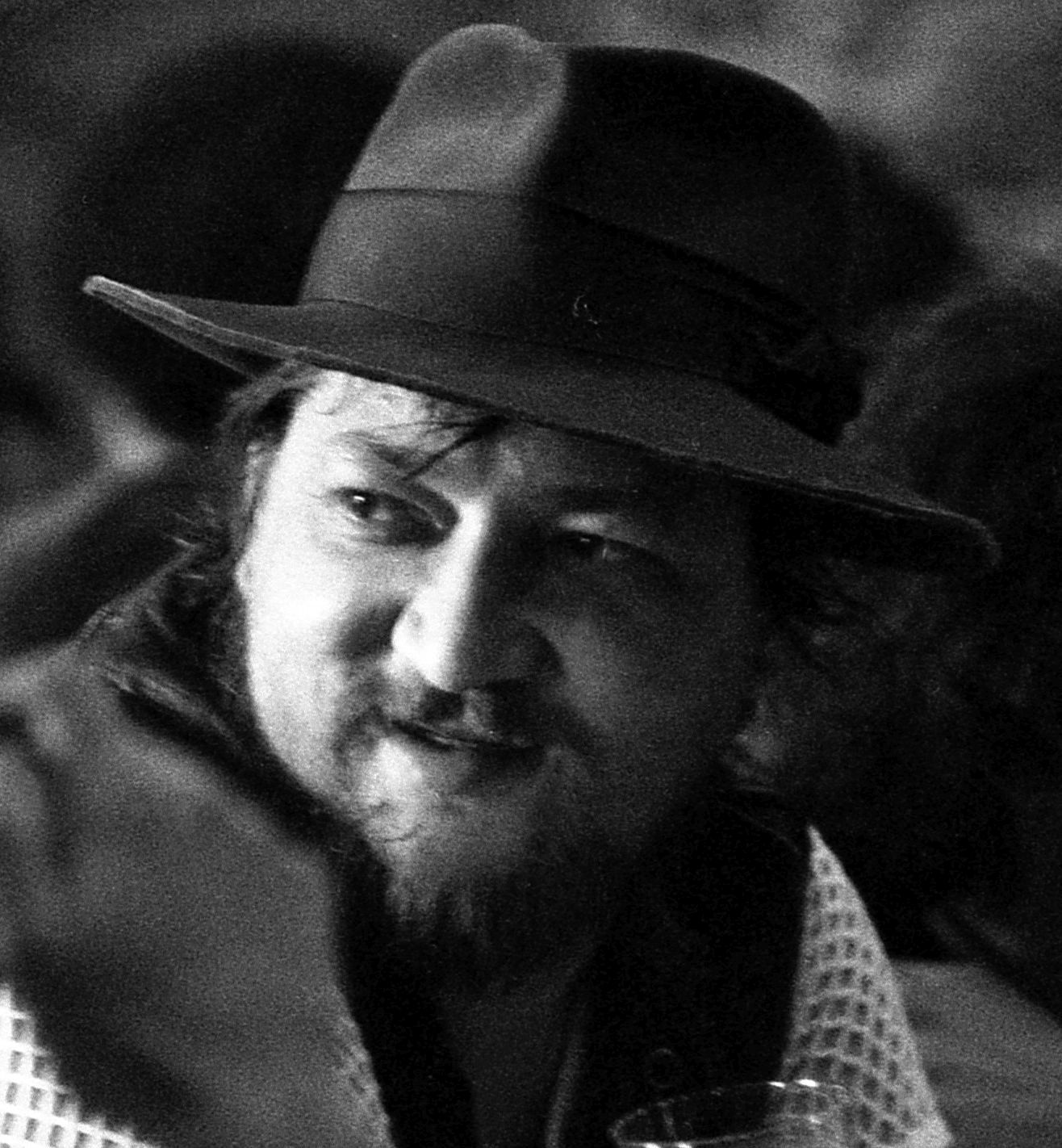
Rainer Werner Fassbinder († 1982)

- 1982: Rainer Werner Fassbinder, deutscher Regisseur, Filmproduzent und Bühnenautor
- 1982: Bernard Heinze, australischer Musiker, Dirigent und Musikpädagoge
- 1983: Nadia Reisenberg, US-amerikanische Pianistin und Musikpädagogin
- 1984ː Edith Dinkelmann, deutsche Architektin, erste Architekturstudentin an der TH Braunschweig
- 1986: Gabriele Quasebarth, deutsche Künstlerin
- 1987: Elizabeth Hartman, US-amerikanische Schauspielerin
- 1988: Franz Josef Delonge, deutscher Rechtsanwalt und Kommunalpolitiker
- 1989: José Antonio Méndez, kubanischer Sänger, Gitarrist und Komponist
- 1989: Richard Quine, US-amerikanischer Schauspieler und Filmregisseur
- 1991: Hans Schwartz, deutscher Fußballspieler
- 1991: Vercors, französischer Schriftsteller und Karikaturist
- 1992: Ernst von Grünigen, Schweizer Skispringer
- 1992: Hans Reiser, deutscher Schauspieler
- 1993: Arleen Augér, US-amerikanische Sopranistin
- 1994: Edward Kienholz, deutscher Objektkünstler
- 1995: Néophytos Edelby, syrischer Erzbischof
- 1996: Marie-Louise von Motesiczky, österreichische Malerin des Expressionismus
- 1997: Hans Gaugler, Schweizer Schauspieler und Theaterregisseur
- 1998: Fernando Germani, italienischer Organist, Komponist und Orgelpädagoge
- 1998: Hammond Innes, britischer Schriftsteller
- 2000: Hafiz al-Assad, syrischer Politiker, Ministerpräsident, Staatspräsident, Diktator

### 21. Jahrhundert
- 2001: Mike Mentzer, US-amerikanischer Bodybuilder
- 2002: John Gotti, US-amerikanischer Mobster
- 2002: Louis Jeannin, französischer Motorradrennfahrer
- 2003: Donald Regan, US-amerikanischer Politiker, Schatzminister
- 2003: Hans Elsässer, deutscher Astronom
- 2003: Karl Fruchtmann, deutscher Regisseur und Filmemacher
- 2004: Antoine Argoud, französischer Offizier

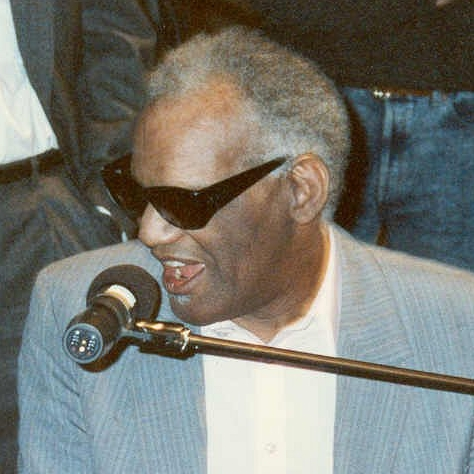
Ray Charles († 2004)

- 2004: Ray Charles, US-amerikanischer Soul-Musiker
- 2004: Martin Greiffenhagen, deutscher Politikwissenschaftler
- 2005: Yumiko Kurahashi, japanische Schriftstellerin
- 2005: Joseph-Marie Raya, libanesischer Erzbischof
- 2006: Hubertus Czernin, österreichischer Journalist und Verleger
- 2006: German Goldenshteyn, sowjetischer Klarinettist
- 2008: Tschingis Aitmatow, kirgisischer Schriftsteller
- 2008: Elmar Maria Kredel, deutscher katholischer Theologe und Erzbischof von Bamberg
- 2009: Helle Virkner, dänische Schauspielerin
- 2010: Sigmar Polke, deutscher Maler und Fotograf des postmodernen Realismus
- 2011: Bernhard Heisig, deutscher Maler der Leipziger Schule, wichtiger Repräsentant der DDR-Kunst
- 2011: Franz Reitz, deutscher Radrennfahrer
- 2011: Manfred Schubert, deutscher Komponist, Dirigent und Musikkritiker

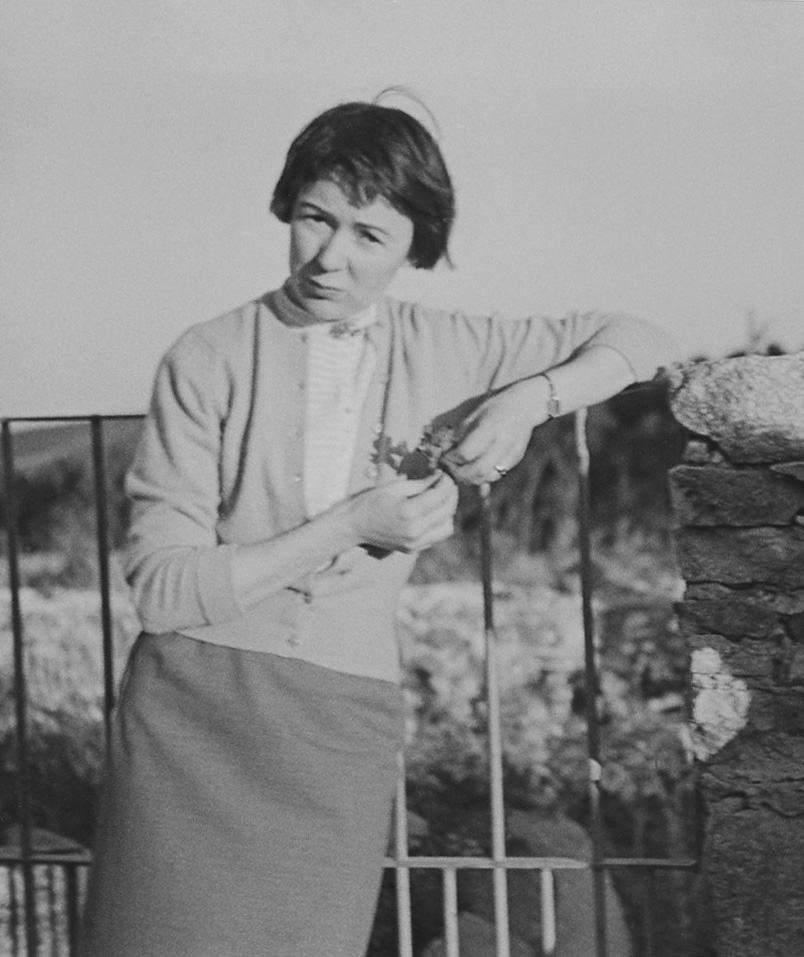
Maria Keil († 2012)

- 2012: Maria Pires da Silva Keil do Amaral, portugiesische Malerin
- 2012: Hugo Thiemann, Schweizer Physiker
- 2012: Gordon West, britischer Fußballspieler
- 2013: Detlef Hoffmann, deutscher Kunsthistoriker
- 2013: Enrique Orizaola, spanischer Fußballspieler und -trainer
- 2014: Vital João Geraldo Wilderink, brasilianischer Bischof
- 2014: Manfred Dietze, deutscher Geheimdienstoffizier

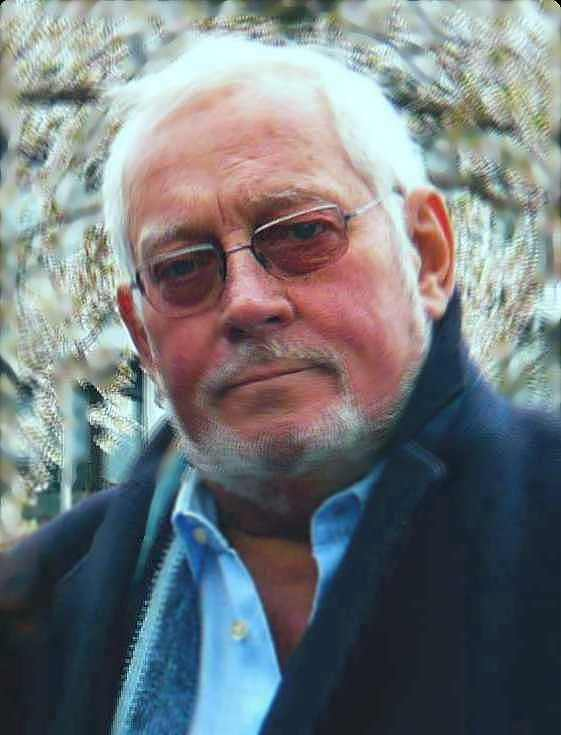
Wolfgang Jeschke († 2015)

- 2015: Wolfgang Jeschke, deutscher Schriftsteller und Herausgeber

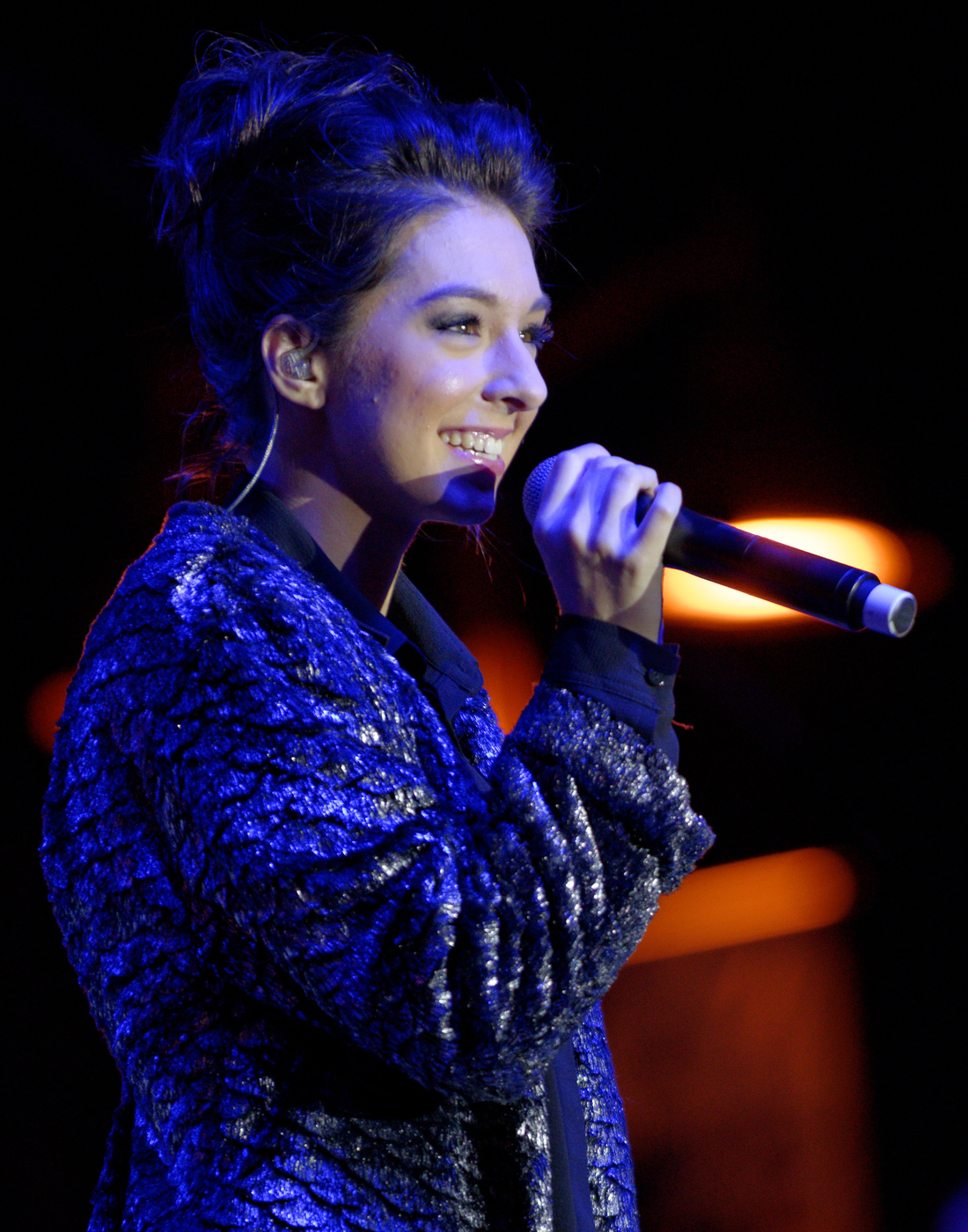
Christina Grimmie († 2016)

- 2016: Christina Grimmie, US-amerikanische Sängerin
- 2016: Gordie Howe, kanadischer Eishockeyspieler
- 2017: Helmut Giegler, deutscher Soziologe
- 2017: Jerry Nelson, US-amerikanischer Astronom
- 2018: Stan Anderson, englischer Fußballspieler und -trainer
- 2018: Christopher Stasheff, US-amerikanischer Science-Fiction- und Fantasy-Autor
- 2019: Ib Nørholm, dänischer Komponist
- 2019: Sven-David Sandström, schwedischer Komponist
- 2021: Dingko Singh, indischer Boxer
- 2021: Haico Scharn, niederländischer Leichtathlet
- 2022: Väinö Markkanen, finnischer Sportschütze
- 2024ː Jennifer Cashmore, australische Politikerin der Liberal Party
- 2025: Günther Uecker, deutscher Maler und Objektkünstler
- 2025ː Jenny De la Torre Castro, deutsch-peruanische Ärztin und Gründerin der „Jenny De la Torre Stiftung“

## Feier- und Gedenktage
- Kirchliche Gedenktage:
  - August Tholuck, deutscher Theologe (evangelisch)
- Namenstage
  - Diana, Heinrich
- Staatliche Feier- und Gedenktage
  - Weltjugendstiltag
  - Portugal: Dia de Portugal (Portugal-Tag)

Weitere Einträge enthält die Liste von Gedenk- und Aktionstagen.